# Teatro scandinavo della seconda guerra mondiale
Il teatro scandinavo della seconda guerra mondiale ricomprende gli eventi bellici e politici che ebbero luogo tra la fine del 1939 e il maggio 1945 in Scandinavia (inclusi i territori a essa culturalmente associati come Finlandia, Groenlandia, Islanda e isole Fær Øer), nell'ambito dei più vasti eventi del teatro europeo della seconda guerra mondiale.
La Scandinavia venne coinvolta presto negli eventi del secondo conflitto mondiale: sul finire del novembre del 1939 la Finlandia fu invasa dalle truppe dell'Unione Sovietica, intenzionata ad annettersi alcune strategiche aree di confine, e sottoscrisse un accordo di pace per cui dovette cedere circa il 10% del proprio territorio dopo un conflitto durato poco più di tre mesi; in conseguenza di ciò la Finlandia si avvicinò alla Germania nazista, e nel giugno del 1941 partecipò all'invasione dell'URSS aprendo un nuovo fronte esteso dalla Lapponia al golfo di Finlandia. La cooperazione tra tedeschi e finlandesi proseguì fino al settembre del 1944, quando il governo di Helsinki capitolò di fronte alle rinnovate controffensive sovietiche; le truppe finlandesi e sovietiche cooperarono poi per cacciare gli ultimi reparti tedeschi dalla Lapponia. 
Danimarca e Norvegia furono invase dalla Germania nell'aprile del 1940, durante gli eventi della cosiddetta "operazione Weserübung": i danesi capitolarono in breve tempo, i norvegesi resistettero più a lungo, anche grazie all'appoggio di un corpo di spedizione anglo-francese, finendo però con l'arrendersi ai primi di giugno del 1940.
La Danimarca fu trattata inizialmente in maniera benevola, assoggettata alla Germania ma dotata ancora di una certa autonomia interna; poi la crescente opposizione delle istituzioni e del popolo alle politiche oppressive imposte dalla Germania portò nell'agosto del 1943 allo scioglimento del governo e alla piena occupazione militare tedesca. In Norvegia i tedeschi insediarono un governo fantoccio guidato da Vidkun Quisling, ma visto lo scarso sostegno raccolto da questi, il Paese fu poi pienamente assoggettato alla Germania venendo costituito in Reichskommissariat. 
Sia in Norvegia sia in Danimarca si formarono svariati gruppi di resistenza armata, in opposizione agli occupanti tedeschi e ai collaborazionisti locali.
La Svezia svolse un ruolo ambivalente: il Paese, formalmente neutrale ed estraneo al conflitto per tutta la sua durata, da un lato appoggiò la lotta della Finlandia contro l'URSS e continuò un intenso commercio con la Germania nazista, dall'altro, in particolare dopo il 1943, fornì rifugio e assistenza ai gruppi di resistenza danesi e norvegesi e alle forze armate regolari costituite dai rispettivi governi in esilio, oltre a sostenere con interventi umanitari le popolazioni dei Paesi occupati.

## I presupposti

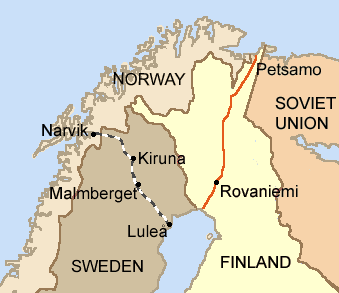
Il minerale di ferro veniva estratto in Kiruna e Malmberget, e portato via ferrovia ai porti di Luleå e Narvik (confini secondo il periodo 1920-1940)

La Scandinavia, composta geograficamente da Svezia, Norvegia e Finlandia, era unita da fortissimi legami storici con la Danimarca (che, con l'eccezione della Groenlandia, fa parte dell'Europa continentale). Insieme alla Svezia, la Danimarca aveva il controllo del canale di Øresund, la porta di accesso al Mar Baltico, ed era quindi un importante nodo per l'economia del Nord Europa, anche se la Germania nel 1895 costruì e nel 1914 ampliò il canale di Kiel, che permetteva un passaggio rapido tra il Mare del Nord e il Baltico.
La Svezia era un importantissimo produttore di minerale di ferro (indispensabile alla Germania per perseguire una politica industriale, civile e militare di potenza), che veniva esportato attraverso il porto norvegese di Narvik e due porti svedesi, non utilizzabili per tutto l'anno a causa dei ghiacci, mentre Narvik, grazie alla corrente del Golfo, lo era sempre.
Allo scoppio della seconda guerra mondiale, i britannici, su idea di Winston Churchill, progettarono di inviare tre obsolete navi da battaglia della classe Revenge, alleggerite e con i ponti pesantemente corazzati, a distruggere il traffico tra i porti svedesi e quelli tedeschi in quella che doveva essere l'operazione Catherine, ma l'idea fu abbandonata sia per altre priorità d'impiego nei materiali necessari per convertire le navi sia per la scarsità di manodopera specializzata.

## Il conflitto tra Unione Sovietica e Finlandia

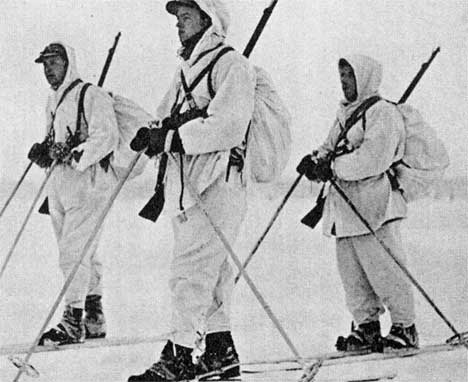
Volontari norvegesi sul fronte finlandese durante la guerra d'inverno

Verso la fine del 1939 l'Unione Sovietica aveva chiesto alla Finlandia una serie di rettifiche territoriali per migliorare la difesa di Leningrado. Propose la cessione per trent'anni della penisola di Hanko che, insieme alle postazioni sulla costa estone a Paldiski, avrebbe precluso l'accesso alla baia di Leningrado a navi ostili; inoltre vennero richiesti l'allontanamento della frontiera nella Carelia, per porre Leningrado al di fuori della portata dall'artiglieria pesante, e il controllo di Petsamo, che era l'unico porto finlandese sul Mar Bianco e una possibile minaccia per il porto sovietico di Murmansk.
In compensazione il governo sovietico offrì alcune aree di confine. Ma poiché la Finlandia rifiutò, l'URSS decise per una soluzione violenta della contesa; tale casus belli fu ritenuto pretestuoso dall'opinione pubblica mondiale, la quale si schierò a favore del Paese scandinavo. Al tempo dell'inizio delle operazioni (il 30 novembre 1939) la seconda guerra mondiale era già cominciata da tre mesi con l'invasione tedesca della Polonia e la conseguente dichiarazione di guerra di Francia e Regno Unito alla Germania. Sul finire dell'anno le forze dei due schieramenti si fronteggiavano lungo le linee fortificate Maginot e Sigfrido in quella che fu definita "strana guerra" per la sua staticità e mancanza di combattimenti, e l'Unione Sovietica aveva annesso con un trattato imposto con la forza le repubbliche baltiche di Estonia, Lettonia e Lituania.
L'attenzione si concentrò dunque sulla cosiddetta guerra d'inverno: gli aiuti e i volontari disposti a combattere a favore della Finlandia giunsero da tutto il mondo senza distinzioni tra Paesi democratici e quelli nei quali vigevano regimi totalitari, come l'Italia fascista e il Regno di Ungheria, con una significativa presenza di scandinavi. I volontari furono 11 500, di cui 8 275 svedesi, 725 norvegesi, 800 danesi, 400 ungheresi e 300 statunitensi di origine finnica. Lo Stato che più di tutti inviò aiuti materiali in Finlandia fu la Francia: 145 aeroplani, 500 pezzi d'artiglieria, 5 000 mitragliatrici, 200 000 granate, 400 000 fucili e venti milioni di munizioni.

## La guerra lampo tedesca

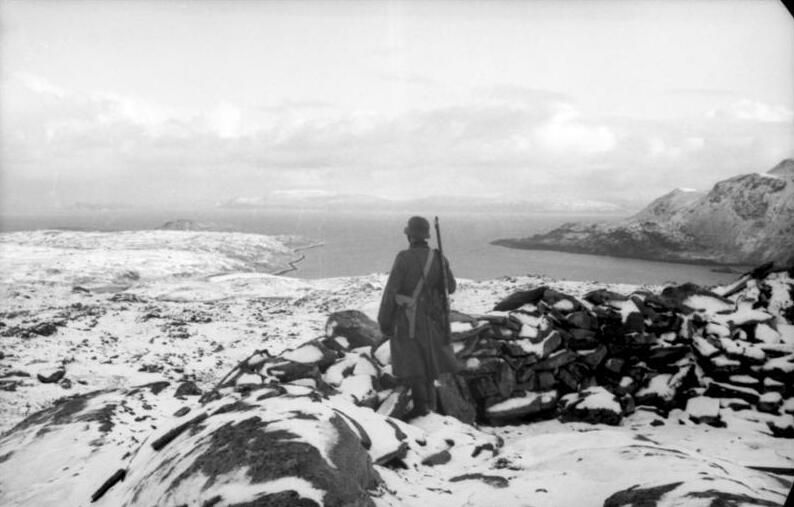
Una solitaria sentinella tedesca in un posto di guardia costiero in Lapponia nel 1943

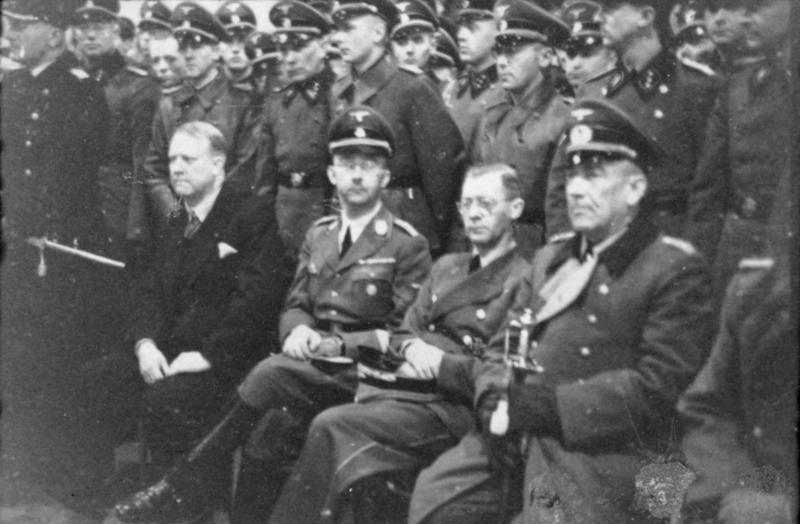
Vidkun Quisling, Heinrich Himmler, il Reichskommissar Josef Terboven, il Generaloberst Nikolaus von Falkenhorst comandante delle forze di occupazione (seduti) e ufficiali di Waffen-SS, Wehrmacht e Luftwaffe in una foto del 1941

Con l'invasione della Norvegia i tedeschi intendevano prevenire quello che durante la prima guerra mondiale era stato il problema principale per la loro marina, cioè l'imposizione di una linea di blocco navale dalla Scozia a Bergen da parte della Royal Navy, resa possibile dalla politica estera filobritannica del Paese scandinavo. L'eventualità di un attacco tedesco alla Norvegia era stato teorizzato già in un libro del 1929, La strategia navale della prima guerra mondiale dell'ammiraglio tedesco Wegener. Hitler però nel 1939 aveva dichiarato all'ammiraglio Erich Raeder, comandante della Kriegsmarine, che la guerra non sarebbe iniziata prima del 1944 e il programma di costruzioni navali tedesche era stato impostato di conseguenza. Le navi da battaglia della classe Bismarck non erano ancora entrate in servizio e la flotta tedesca non era in grado di affrontare in mare aperto quella britannica.
In ogni caso le basi norvegesi sarebbero state più utili di quelle tedesche per gli U-Boot, e Raeder in ottobre e dicembre del 1939 chiese perciò a Hitler di pianificare l'occupazione della Norvegia, scontrandosi con un iniziale rifiuto. Il teorico nazista Alfred Rosenberg presentò il suo protetto norvegese Vidkun Quisling a Raeder, che fornì a Hitler nuovi argomenti in favore dell'invasione, ma nonostante l'OKW avesse già preparato i piani necessari, fu solo l'incidente dell'Altmark che portò alla fine alla decisione di intraprendere l'operazione Weserübung.
Anche gli Alleati, nella persona di Churchill, si aspettavano un attacco tedesco a nord, tanto che in una nota del 16 dicembre 1939 questi propugnava «una grande offensiva bellica», che in tutta probabilità avrebbe spinto i tedeschi a invadere la Scandinavia; più avanti affermava: «Abbiamo più da guadagnare che da perdere da un attacco tedesco contro Norvegia e Svezia». Il francese Édouard Daladier si aspettava di usare l'incidente dell'Altmark come pretesto per occupare immediatamente i porti norvegesi «[...] con un attacco improvviso; tanto più facile sarà giustificare questa mossa agli occhi dell'opinione pubblica quanto più rapidamente essa verrà condotta a termine e quanto più la nostra propaganda riuscirà a sfruttare il ricordo della recente complicità della Norvegia nell'incidente».
D'altro canto, nell'area era già in corso la guerra d'inverno tra Unione Sovietica e Finlandia, che vedeva come comprimari sia i tedeschi sia gli Alleati. In quel momento i tedeschi erano legati dal patto Molotov-Ribbentrop ai sovietici, e si adoperarono per un rigoroso rispetto della neutralità e per il controllo delle forniture di armi ai finlandesi, nonostante in passato ne avessero aiutato la crescita delle forze armate. Gli Alleati invece stavano cercando di portare armi e aiuti ai finlandesi mediante un corpo di spedizione che pro forma sarebbe stato costituito da "volontari". La campagna di Norvegia del 1940 pose Danimarca e Norvegia nelle mani del Reich, e questi Paesi rimasero occupati fino alla resa tedesca del 1945.
Le forze armate danesi erano assolutamente inadeguate a difendere da un attacco il Paese, vulnerabile anche per il carattere pianeggiante del territorio e la mancanza di ostacoli naturali. I pochi velivoli dell'esercito e della marina erano antiquati e adatti solo a compiti di ricognizione; la marina militare, con 4 300 uomini in servizio, dotata solo di una nave da difesa costiera con pezzi da 150 mm, sei motosiluranti e sette sommergibili, non era minimamente in grado di fermare la squadra tedesca che arrivò a Copenaghen il 9 aprile 1940. L'aviazione navale danese, con i suoi undici idrovolanti a Copenaghen, due altri con la squadra navale ad Aarhus, altri due a Slipshavn e nove aerei terrestri nella base navale di Avnø, avrebbe dovuto opporsi alle centinaia di velivoli schierati dalla Luftwaffe.
Le due divisioni tedesche di fanteria destinate all'operazione incontrarono solo una resistenza debole e simbolica, anche perché il governo danese non aveva proclamato la mobilitazione generale. Le navi della Maersk Line, allora A.P. Møller-Mærsk Gruppen, vennero date in gestione all'ufficio di New York della compagnia, e per effetto dell'Ordine permanente speciale Uno nessun ordine proveniente dalla Danimarca poteva essere accettato se non controfirmato dalla sede newyorkese diretta da Arnold Mærsk Mc-Kinney Mølle. Le navi lontane dalle acque danesi vennero poste sotto il controllo degli Alleati; alcune vennero affondate dai sottomarini tedeschi durante il prosieguo del conflitto, ad esempio la Leise Maersk, colata a picco il 23 novembre 1940. 
La Danimarca rimase formalmente sotto la propria sovranità, col proprio parlamento elettivo e il re Cristiano X di Danimarca sul trono. L'Islanda fu però occupata dai britannici con l'operazione Fork che precedette di poco l'analoga operazione Ikarus tedesca. La forza di occupazione britannica venne rimpiazzata da una statunitense nel 1941. In seguito l'Islanda si staccò dall'unione personale che la legava alla Danimarca con un voto dell'Althing; il 9 aprile 1941 l'ambasciatore danese Henrik Kauffmann firmò, senza l'autorizzazione del governo, un accordo con gli Stati Uniti con il quale si autorizzava la presenza di truppe americane in Groenlandia, rendendola de facto statunitense.
In Norvegia, oltre al governo collaborazionista di Quisling, i tedeschi designarono un Reichskommissar nella persona di Josef Terboven, mentre le forze di occupazione, consistenti inizialmente in poche decine di migliaia di soldati, in seguito agli attacchi britannici e alle incursioni di commando (per esempio le operazioni Claymore, Anklet e Gauntlet, così come le successive Fritham e Musketoon) aumentarono fino a raggiungere le 350 000 unità del 1945. Nei piani tedeschi la Norvegia era destinata a fungere da base di operazioni aeronavali per evitare che la Kriegsmarine rimanesse imbottigliata nel Baltico e nel Mare del Nord, nonché un ottimo punto di partenza per i ricognitori a lungo raggio come il Focke-Wulf Fw 200.

## Norvegia

### Le forze armate norvegesi in esilio

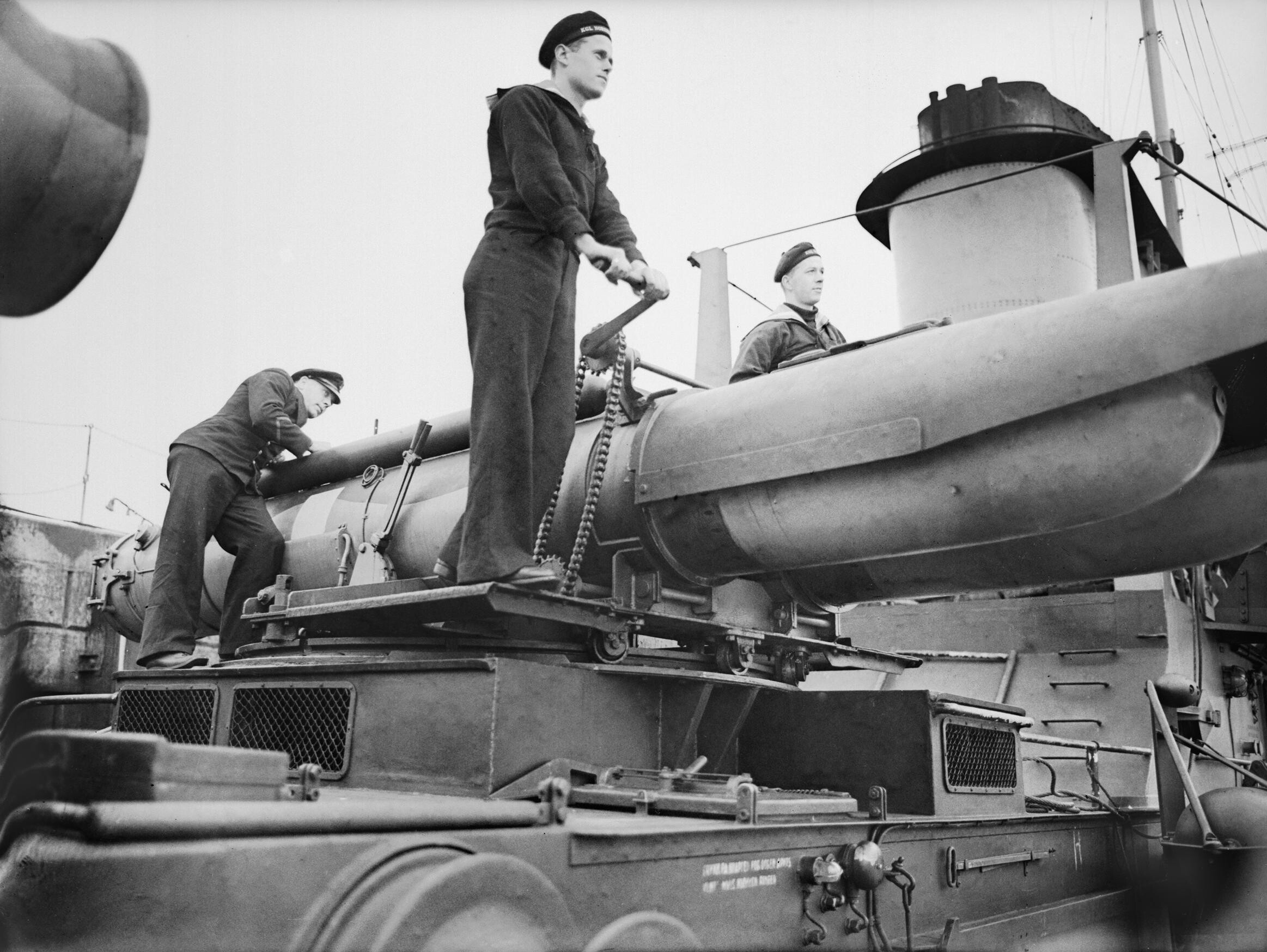
Marinai ai tubi lanciasiluri della KNM Sleipner, una silurante norvegese operante dalla Gran Bretagna durante il conflitto

Mentre gli Alleati concentravano le loro operazioni nell'estremo nord e i tedeschi rafforzavano le loro posizioni, nei Paesi occupati si manifestarono diversi gradi di resistenza all'occupante. I norvegesi collaborarono attivamente con il SOE (Special Operations Executive, il servizio per le operazioni speciali britannico) fornendo contatti in loco, informazioni e uomini pronti a infiltrarsi, sotto l'egida del governo norvegese in esilio; in territorio britannico vennero inoltre costituite forze armate terrestri, aeree e navali.
Il Regno Unito affidò alcune navi alla nuova marina norvegese, che mantenne il nome di Kongelige Norske Sjøforsvaret, visto che al momento della resa solo naviglio minore (tredici imbarcazioni obsolete con 500 uomini) era riuscito a sottrarsi alla cattura. Alla fine della guerra saranno 58 le navi da guerra operanti con gli Alleati sotto bandiera norvegese, prevalentemente finanziate coi fondi della Nortraship, e 118 in tutto l'arco del conflitto. Queste navi fecero prevalentemente da scorta ai convogli durante la battaglia dell'Atlantico e varie operazioni belliche, come lo sbarco in Normandia. Solo due navi mercantili vennero usate e perse in acque norvegesi, durante un raid sulle Svalbard (operazione Fritham).
Un'unità speciale costituita sotto l'egida del SOE fu la Norwegian Naval Independent Unit (NNIU), nell'ottobre 1943 rinominata Royal Norwegian Naval Special Unit (RNNSU) ma nota comunemente come Shetland bus: vista la necessità di mantenere collegamenti con la Norvegia, il SOE decise di creare un gruppo che facesse la spola tra la Scozia e la costa norvegese occupata trasportando armi e uomini. Inizialmente furono normali pescherecci a impegnarsi in faticosi e pericolosi viaggi notturni tra le pattuglie aeree e navali tedesche, ma dopo alcuni insuccessi accompagnati da perdite l'unità ricevette tre veloci cacciasommergibili di costruzione statunitense. Battezzati Vigra, Hessa e Hitra, permisero di proseguire le operazioni senza ulteriori perdite. Figura importante dell'unità fu Leif Andreas Larsen, ufficiale della marina norvegese noto come "Shetlands Larsen", che effettuò 52 operazioni di collegamento e venne decorato varie volte sia dai britannici sia dai norvegesi; altra personalità di rilievo fu Kåre Iversen che fece 57 viaggi come motorista.
La brigata norvegese costituita in Scozia non svolse praticamente alcuna azione e fu confinata a compiti di presidio, oltre ad addestrare altre truppe alleate alla guerra invernale; invece le unità speciali, tra le quali si distinsero la Norwegian Independent Company 1 e la No. 5 Troop (quinta compagnia) del No. 10 (Inter-Allied) Commando con personale misto anglo-norvegese, vennero impiegate nei vari raid lungo la costa norvegese, spesso riportando indietro in Gran Bretagna altri volontari che si arruolavano tra le file alleate. Un reparto venne inviato all'isola di Jan Mayen, dove gestì una stazione meteorologica, che era stata evacuata dai norvegesi nel 1940, dal marzo 1941 fino al giugno 1946. In Islanda, in una scuola di guerra invernale, il personale norvegese addestrò 1 000 militari britannici e 3 000 statunitensi. Dopo la liberazione il personale della No. 5 Troop fu inviato in Svezia in abiti civili, passò in treno in Norvegia e venne utilizzato come guardia del Palazzo Reale, con molti dei suoi membri incorporati successivamente nella nuova Guardia Reale norvegese.

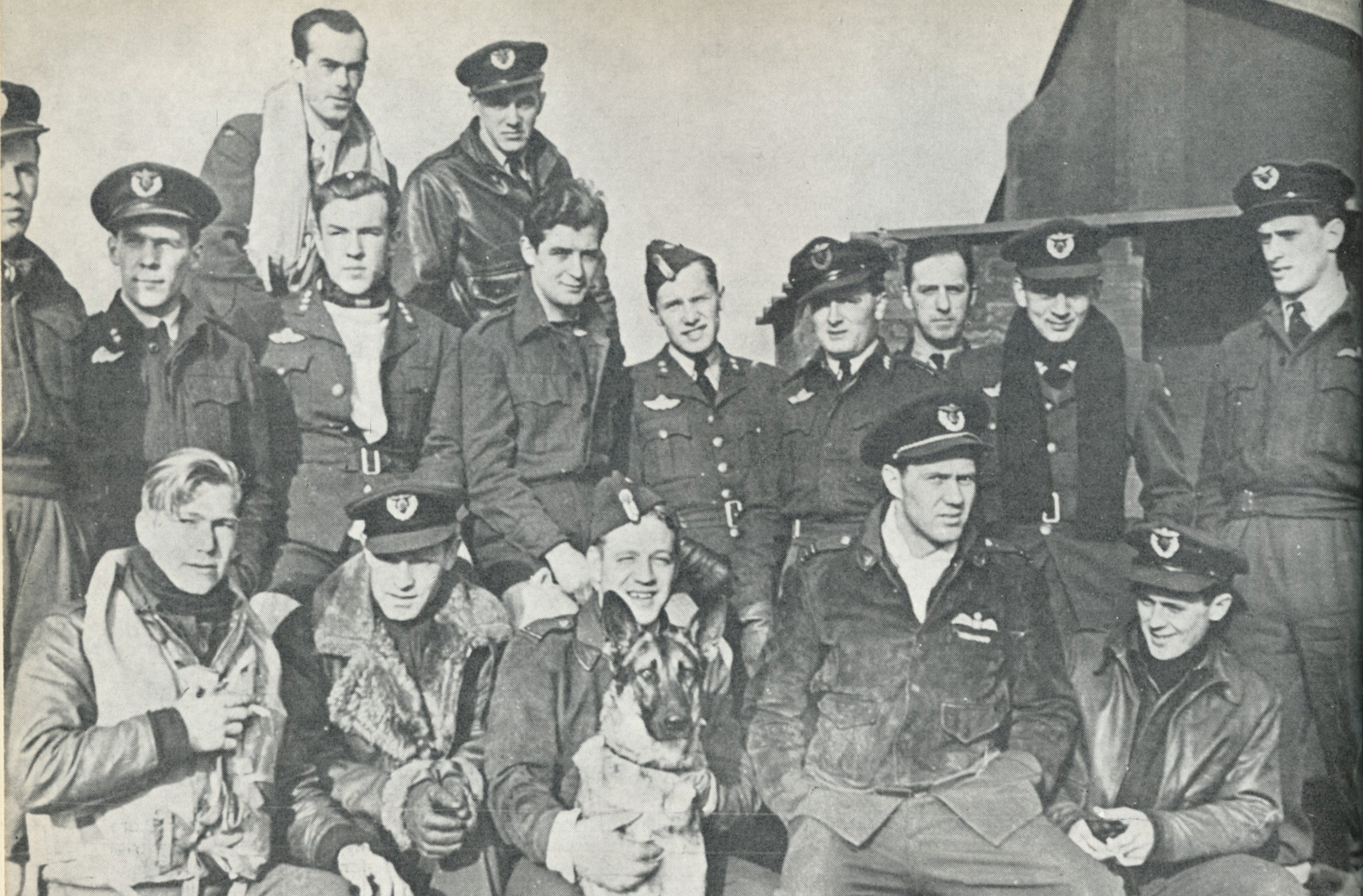
I piloti del 331 Squadron della RAF, costituita su personale norvegese, nel 1942; notare la mescolanza di uniformi inglesi (gradi sulle controspalline) e norvegesi (gradi sul colletto); il danese Kaj Birksted è il secondo da destra della fila in basso

Tra le squadriglie norvegesi costituite nell'ambito della Royal Air Force, il 330 (Norwegian) Squadron venne dislocato in Islanda e svolse compiti di pattugliamento e difesa antisommergibile, senza effettuare attività in territorio norvegese; due squadron di Spitfire (il No. 331 (Norwegian) Squadron e il No. 332 (Norwegian) Squadron) parteciparono alla difesa aerea dell'Inghilterra. Nel 331 Squadron militò anche il danese Kaj Birksted, il più famoso pilota di quel Paese che terminò la guerra col grado di Wing Commander e fu una figura chiave nella ricostituzione della Flyvevåbnet, la forza aerea danese, nel dopoguerra.
Birksted ricopriva il grado di Flyverløjtnant-I (primo tenente pilota) nell'aviazione navale danese presso la base di Slipshavn al 9 aprile 1940, data dell'invasione tedesca. La notte del 16 aprile, insieme al tenente pilota Charles Sundby, attraversò in barca il Belt dirigendosi verso la Svezia e da lì giunse in Norvegia dove si arruolò nella locale aviazione. Raggiunse poi l'Inghilterra dove divenne pilota di Hawker Hurricane e partecipò alla difesa aerea del Paese; nel luglio 1942 abbatté il suo primo avversario, ad agosto venne promosso capitano e il 24 agosto 1942 divenne comandante del 331° col grado di maggiore. A fine anno fu decorato con la Det norske Krigskors med Sværd, la Croce di guerra norvegese con spade, da re Haakon e dall'agosto 1943, col grado di Oberstløytnant (tenente colonnello) e il corrispondente grado RAF di Wing commander, comandò il 132 (Norwegian) Wing. Nel 1945 passò al comando del Bentwaters Wing della RAF sull'omonima base.
Altri piloti ed equipaggi videro l'azione tra le file della RAF nel Bomber Command e nel Ferry Command (trasporti degli aerei dalle fabbriche al fronte). Dopo un'iniziale diffidenza, che comportò l'arresto e incarcerazione dei membri della resistenza norvegese operanti in territorio svedese, gli svedesi nell'estate 1943 iniziarono a modificare la propria politica: alcuni norvegesi tra i rifugiati (che in tutta la guerra furono 50 000, ma molti riuscirono a raggiungere Paesi alleati) vennero addestrati in campi svedesi e formarono quella che nominalmente era una piccola forza di polizia detta Rikspolitiet; in un secondo momento ne vennero mobilitati 13 000 per formare la Reservepolitiet.

### La resistenza norvegese

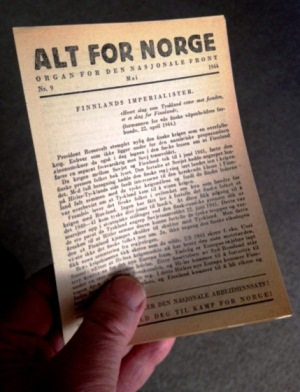
Un volantino illegale stampato dalla resistenza norvegese, Alt for Norge, nel suo numero 9 del 1944

Oltre all'organizzazione Milorg, di stampo militare, che arrivò a contrasti con il SOE britannico che ne pretendeva un ruolo più attivo nei sabotaggi contro l'occupante, e agli incursori norvegesi appartenenti alle forze speciali paracadutati sul territorio per operazioni specifiche, vi furono altre organizzazioni attive in modi diversi. La XU, dove X sta per "unknown" (ignoto) e U per "undercover agent" (agente sotto copertura), era una rete di raccolta di informazioni composta da studenti, accademici, professionisti, vigili e personale tecnico distribuita sul territorio: in un primo momento parte della Milorg, aveva il compito di raccogliere notizie e foto sugli occupanti; fu messa in piedi da Lauritz Sand, che aveva lavorato in India per i servizi segreti britannici, inizialmente coadiuvato dal maggiore John Hagle e dal capitano Eivind Hjelle.
La sua esistenza fu tenuta segreta fino al 1980, quando alcuni suoi membri vennero decorati. Tra i dirigenti vi erano anche varie donne, tra cui Anne-Sofie Østvedt, studentessa di chimica allora ventiduenne dell'Università di Oslo. Nel 1942 i tedeschi scoprirono l'organizzazione e procedettero a una serie di arresti, ma non riuscirono a smantellarla, e l'attività proseguì fino al termine del conflitto.

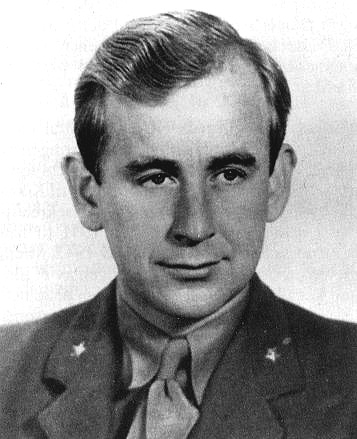
Max Manus in uniforme da tenente, probabilmente durante il suo addestramento da sabotatore in Inghilterra

Un'altra organizzazione della resistenza fu il gruppo Osvald, dallo pseudonimo del suo fondatore Asbjørn Sunde; era nata dal gruppo chiamato Lega Wollweber dal suo leader Ernst Wollweber, controllato dalla polizia segreta sovietica NKVD. Dopo l'arresto di Wollweber nel 1941 il gruppo perse i contatti e i finanziamenti di Mosca, ma Sunde riuscì a mantenere operativa la cellula; dopo l'inizio dell'operazione Barbarossa il gruppo iniziò una campagna di sabotaggi che colpì vari treni e installazioni militari. Attivò anche un proprio campo d'addestramento a Rukkedalen, una zona isolata in montagna vicino a Nesbyen. Dal 1942 faceva anche vigilanza militare per il quartier generale del Partito Comunista Norvegese (NKP), e Sunde ne divenne un dirigente, ottenendo finanziamenti per le operazioni. Il gruppo effettuò oltre 200 sabotaggi dal 1941 al 1944, anno in cui fu sciolto per ordine dei sovietici.
La politica di resistenza attiva del gruppo era in contrasto con quella di resistenza passiva degli altri movimenti, incentrata per lo più sulla raccolta di informazioni, e con le direttive del NKP. A differenza dei membri della XU, quelli del gruppo Osvald non ottennero decorazioni nel dopoguerra per il mutato clima politico, e l'organizzazione non venne neppure riconosciuta, anche perché Sunde proseguì lo spionaggio a favore dell'URSS e organizzò una rete di tipo stay-behind, che operò nel corso della guerra fredda ed ebbe come obiettivi le installazioni statunitensi in Norvegia. Nel 1954 venne scoperto e condannato a otto anni di prigione. In onore dei caduti del gruppo il 30 maggio 1995 a Oslo fu comunque eretto un monumento.
Un gruppo che ebbe influenza sulla resistenza norvegese fu il Mot Dag, d'ispirazione comunista, che s'infiltrò nella vita politica del Paese attraverso i suoi uomini (detti motdagists) pur non avendo una veste ufficiale dopo il 1936. All'invasione tedesca della Norvegia nel 1940 il gruppo reagì in modo tiepido, ma iniziò una resistenza attiva contro l'invasore dopo l'attacco tedesco all'Unione Sovietica. Nell'ottobre 1941 a Ljungberg, ministro della difesa del governo in esilio, subentrò Oscar Torp, membro del Mot Dag, e nel febbraio 1942 il Forsvarets Overkommando, quartier generale della difesa, venne incentrato su due membri del Mot Dag: Vilhelm Hansteen come comandante e Bjørn Christopheren come capo di stato maggiore.
Altri membri del gruppo parteciparono a iniziative attive di resistenza. Viggo Hansteen e Rolf Wickstrøm furono i primi cittadini norvegesi uccisi dai tedeschi, il 10 settembre 1941: il primo era stato un avvocato della Corte Suprema e dopo l'occupazine era fuggito a Londra, ma rientrato in Norvegia aveva combattuto il tentativo del Nasjonal Samling di assumere il controllo della confederazione sindacale; venne fucilato per aver partecipato al Melkestreiken ("sciopero del latte") lcontro la carenza di cibo, che tra le aziende Spigerverket, Nyland, Skabo, Kværne mobilitò 25 000 lavoratori a Oslo e provocò la proclamazione della legge marziale da parte del Reichskommisar Terboven. Rolf Wickstrøm era rappresentante dell'unione dei lavoratori alla Skabo Jernbanevognfabrikk di Oslo e un attivista per i diritti dei lavoratori.

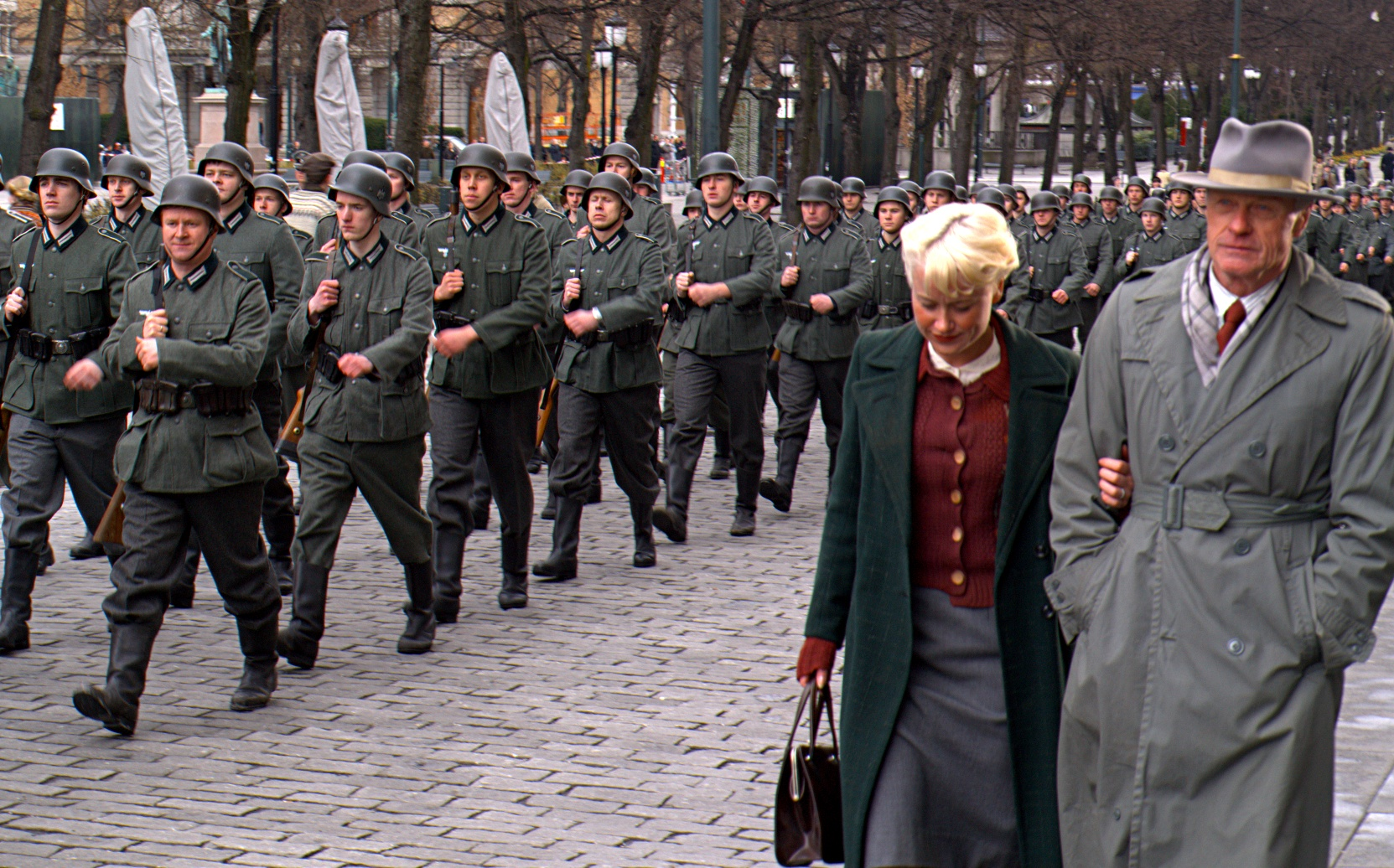
Comparse in uniforme tedesca marciano nelle strade di Oslo durante le riprese del film Max Manus

Tra i membri di Mot Dag vi furono poi molti politici norvegesi influenti, come i primi ministri Einar Gerhardsen, che si dimise nel 1963 per una catastrofe ambientale nelle Svalbard, Oscar Torp e John Lyng, il padre di Gro Harlem Brundtland e il segretario alla difesa Gudmund Harlem. Facevano parte del Mot Dag anche Haakon Lie, a lungo segretario dello Arbeidernes Partei, il sindaco di Oslo Brynjulf Bulle, il tedesco Willy Brandt, futuro cancelliere germanico. Brandt, il cui vero nome era Herbert Frahm, era all'epoca rifugiato in Norvegia per la sua attività antinazista in Germania, aveva aderito al movimento e ottenuto la cittadinanza norvegese col nuovo nome; venne catturato all'epoca dell'invasione con la divisa norvegese addosso, ma fu rilasciato senza essere identificato e si rifugiò in Svezia.

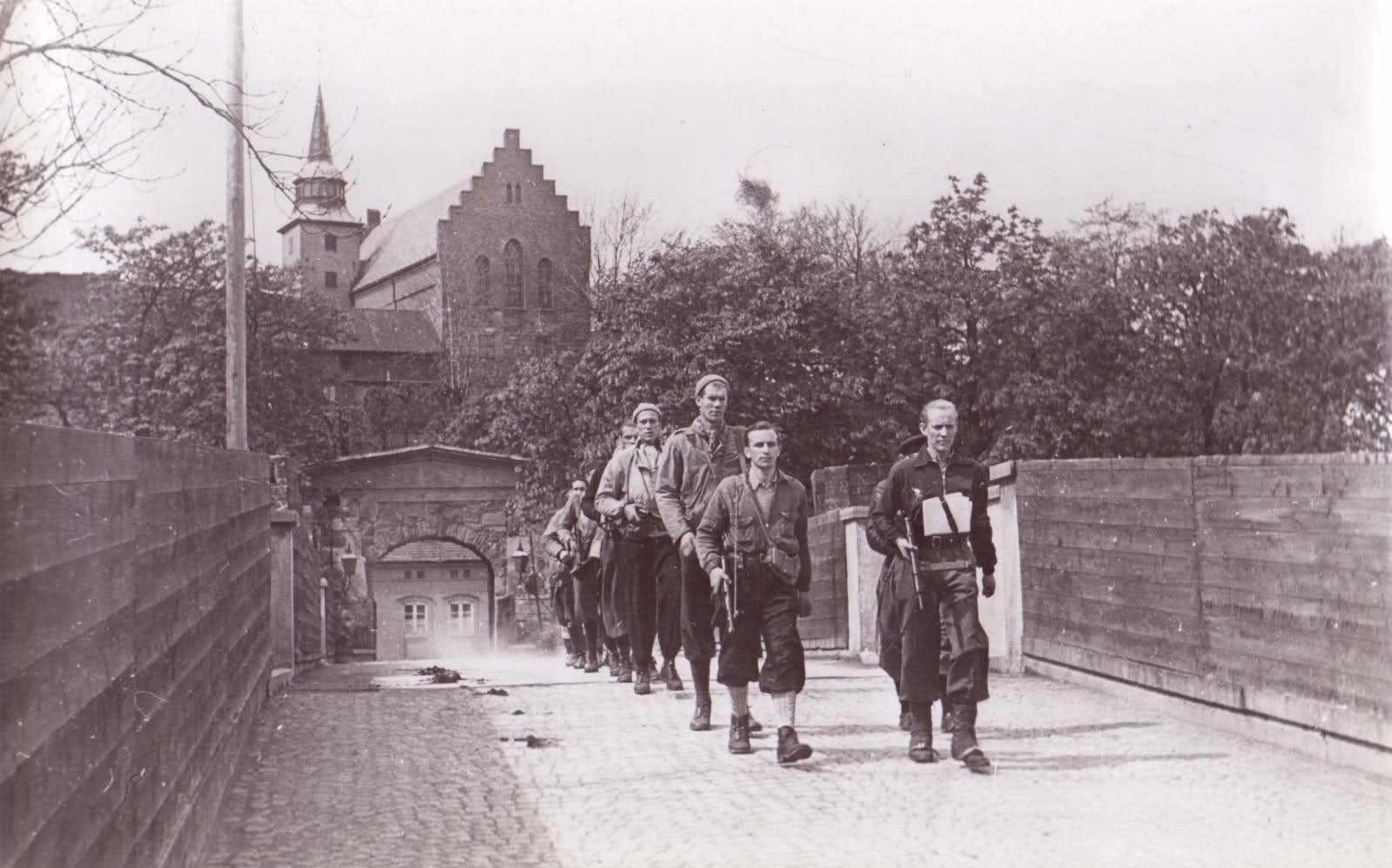
Gli uomini della Milorg marciano dalla fortezza di Akersund dopo la resa tedesca l'11 maggio 1945

Secondo alcune stime, la consistenza numerica della resistenza fu di circa 40 000 persone, 15 000 dei quali appartenevano alla Milorg; i diversi gruppi cooperarono in varia misura tra loro, come per esempio la Kompani Linge e il Gruppo Osvald, che ebbero come contatto Gunnar "Kjakan" Sønsteby, detto anche N.24, pluridecorato dopo la guerra. Sønsteby era membro anche del cosiddetto "gruppo di Oslo" (Oslogjenge, letteralmente "gang di Oslo") o "distaccamento di Oslo della Kompani Linge", guidato da lui e Max Manus, attivo dal marzo 1944 al maggio 1945 con una serie di clamorosi sabotaggi ai danni delle truppe occupanti; le operazioni del gruppo si indirizzarono anche verso le strutture amministrative che avrebbero dovuto gestire la chiamata alle armi di 75 000 norvegesi da inviare sul fronte sovietico e nel maggio 1944 la chiamata delle classi 1921, 1922 e 1923 al "dovere lavorativo nazionale". Per impedirlo, il gruppo distrusse i macchinari per la catalogazione e l'ordinamento delle schede il 18 maggio 1944 e il 17 giugno 1944 e devastò l'ufficio anagrafe al Akersgaten 55 di Oslo. Nel 2008 alle imprese della Oslogjenge fu dedicato il film Max Manus.
Un'altra figura fondamentale per la Milorg fu Jens Christian Hauge, in seguito uomo politico laburista e amministratore di varie imprese, compresa la Noratom A/S, che proseguì il lavoro della Norsk Hydro nel settore dell'energia nucleare: durante la guerra fu membro del nucleo di controllo dei prezzi della polizia di Oslo. Uomini rana comandati da Manus affondarono a Oslo con cariche esplosive la nave tedesca Donau, che portava 450 veicoli, artiglieria, cavalli e truppe, e la nave Monte Rosa, usata per deportare gli ebrei norvegesi in Germania e al ritorno truppe e rifornimenti. Un'altra operazione clamorosa fu effettuata nel febbraio 1945, quando undici rimorchiatori e una nave soccorso vennero portati via dal fiordo di Oslo e fatti riparare in Svezia, il che impedì il traffico tedesco nel lato est del fiordo per molte settimane.

### Le operazioni britanniche
I britannici effettuarono numerose operazioni di commando e incursioni aeree o navali, principalmente nel settentrione della Norvegia. Tra le operazioni di forze speciali la più importante fu la serie mirata a distruggere gli impianti norvegesi per la produzione di acqua pesante e interromperne l'attività, che ebbe il suo culmine nel raid del Telemark. Altri importanti attacchi furono l'operazione Claymore, durante la quale il 4 marzo 1941 una squadra di cacciatorpediniere britannici scortò due trasporti truppe alle isole Lofoten, che vennero temporaneamente occupate; tutti gli impianti per la produzione di olio di pesce vennero distrutti e 18 000 tonnellate di naviglio tedesco furono affondate. L'azione incontrò una scarsa resistenza e alcune centinaia di volontari norvegesi furono trasportati in Gran Bretagna, dove molti si arruolarono nelle forze norvegesi in esilio.
A questa seguì l'operazione Gauntlet, effettuata tra il 25 agosto e il 3 settembre 1941, quando un reparto di incursori canadesi occupò l'isola Spitsbergen dell'arcipelago delle Svalbard, distruggendo miniere, scorte di carbone e olio; posero poi in salvo 2 000 lavoratori sovietici che vennero trasportati ad Arkhangelsk insieme a tutte le attrezzature rimovibili, mentre le otto navi catturate vennero trasferite in Gran Bretagna. Durante il viaggio di ritorno fu avvistata la nave scuola cannonieri tedesca Bremse, che venne affondata dall'incrociatore leggero Nigeria, danneggiato a sua volta, probabilmente da una mina.

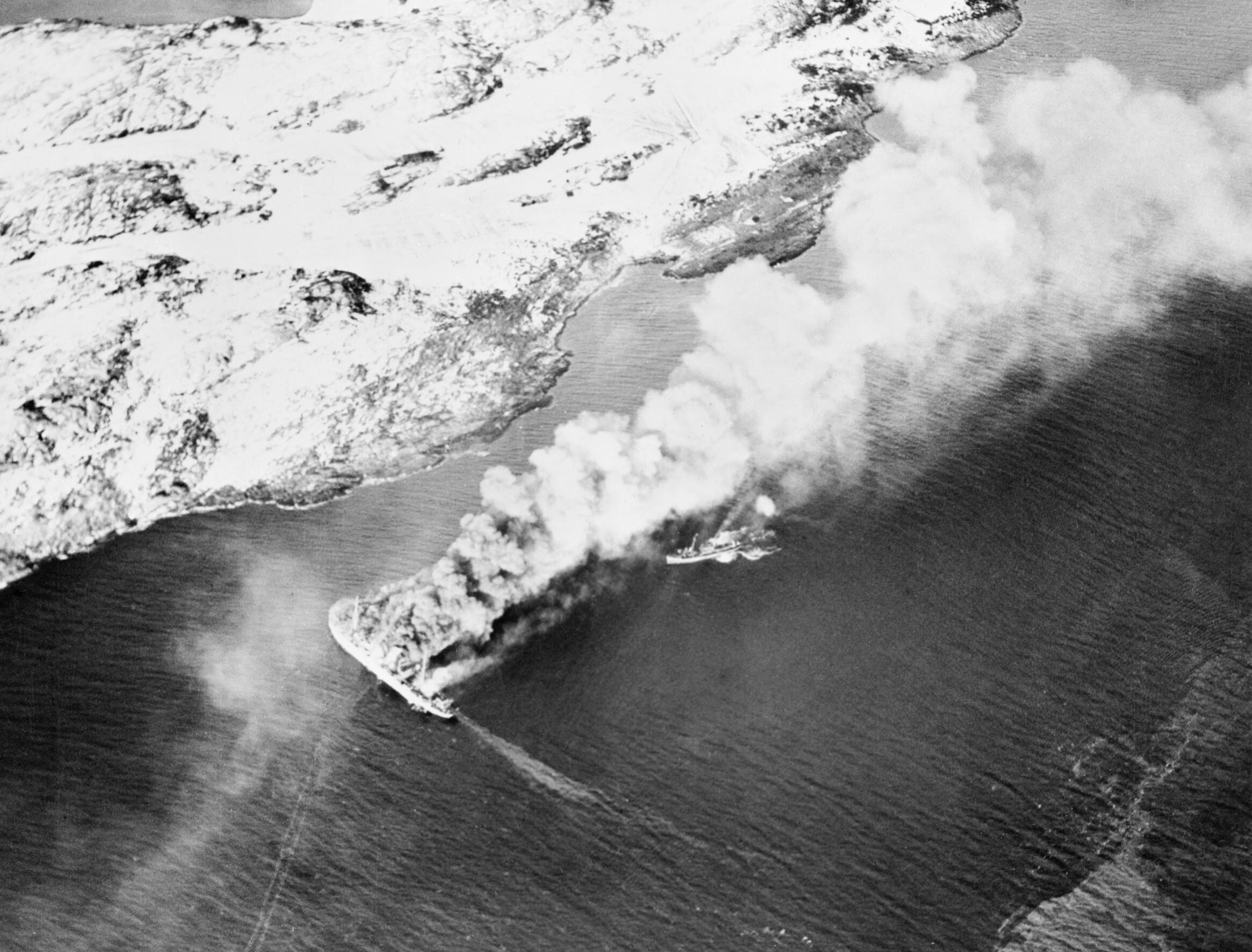
Le navi prigione tedesche Rigel e Korsnes in fiamme dopo un attacco aereo della RAF il 27 novembre 1944

Parecchie operazioni aeree di disturbo al traffico costiero vennero effettuate dalla Scozia con squadriglie di aerosiluranti Bristol Beaufighter e de Havilland DH.98 Mosquito. Gli Squadrons 144, 404 (Beaufighter) e 235, 248 e 333 (Mosquito) del Coastal Command operarono dalle basi di Banff e di Dallachy; il 333 Squadron venne formato a Leuchars il 10 maggio 1943 dal No.1477 Flight (composto da personale norvegese) e dopo essersi spostato a Woodhaven fece parecchie missioni di ricognizione e lancio di materiale alla resistenza norvegese. Un secondo Flight, inizialmente costituito da Consolidated PBY Catalina per condurre pattugliamenti, arrivò a Banff e passò sui Mosquito prendendo parte alle azioni di attacco. Anche lo Squadron 235 arrivò a Banff dopo il passaggio sui Mosquito nel 1944 e proseguì le incursioni sulla Scandinavia fino alla fine delle ostilità; lo stesso destino operativo ebbe il 248 Squadron.
Il gruppo d'attacco così composto condusse parecchi attacchi da solo o con i Beaufighter, in massicce formazioni fino a una quarantina di velivoli, che affondarono sotto costa diverse navi, tra cui la Sulldorf —VP 1608, antiaerea da 264 tonnellate (il 14 settembre 1944), la Lynx da 1367 tonnellate e la Tybifjord di 3 080 tonnellate (il 19 settembre), la Vangsnes e la Hygia a Lister (il 21 settembre). Gli attacchi non cessarono fino alla fine della guerra, quando il 2 maggio vennero affondati il dragamine M.293 da 637 tonnellate e lo U-2359, un U-Boot Tipo XXIII da 234 tonnellate nel Kattegat. Il 4 maggio ebbe luogo l'ultima operazione della guerra, condotta da una forza di 41 Mosquito e 19 Mustang di scorta, rivolta contro un convoglio di tre mercantili, un dragamine, una cannoniera danese requisita e due unità ausiliarie; il mercantile Wolfgang L. M. Russ da 3 750 tonnellate fu affondato, gli altri due (Gunther Russ e Angamos, quest'ultimo danese) rimasero danneggiati. L'attacco si svolse a una quota così bassa che un Mosquito ritornò alla base con una bandiera tedesca e un pezzo di albero impigliati nel muso. Durante l'operazione vennero abbattuti quattro aerei, e i rapporti comunicarono che tutte le navi erano state colpite o incendiate..
Gli aerei della Fleet Air Arm effettuarono parecchi attacchi dalle portaerei al largo della costa. Il 27 novembre 1944 aerei provenienti dalla Implacable attaccarono le navi Rigel e Korsnes cariche di prigionieri di guerra (in prevalenza sovietici e jugoslavi) nei pressi di Tjøtta, Helgeland: su 2 721 a bordo della Rigel, solo 415 sopravvissero, anche se i numeri variano in base alle fonti, e il suo capitano riuscì a farla arenare in fiamme presso Rosøya; sulla Korsnes, colpita meno gravemente, vi furono sei morti.
La Royal Navy provvedeva prevalentemente a scortare i convogli artici e a cacciare le unità di superficie tedesche, ma i suoi sommergibili vennero utilizzati per impedire il traffico costiero tedesco, comprese le navi che trasportavano il ferro svedese dal porto di Narvik alla Germania. La risorsa era di vitale importanza per l'economia bellica del Terzo Reich, poiché senza la produzione svedese di minerale di ferro, che concorreva al 40% del fabbisogno tedesco, non sarebbe stato possibile mantenere determinati livelli produttivi; pertanto le navi trasporto divennero il principale bersaglio delle forze alleate.

## Danimarca

### L'occupazione

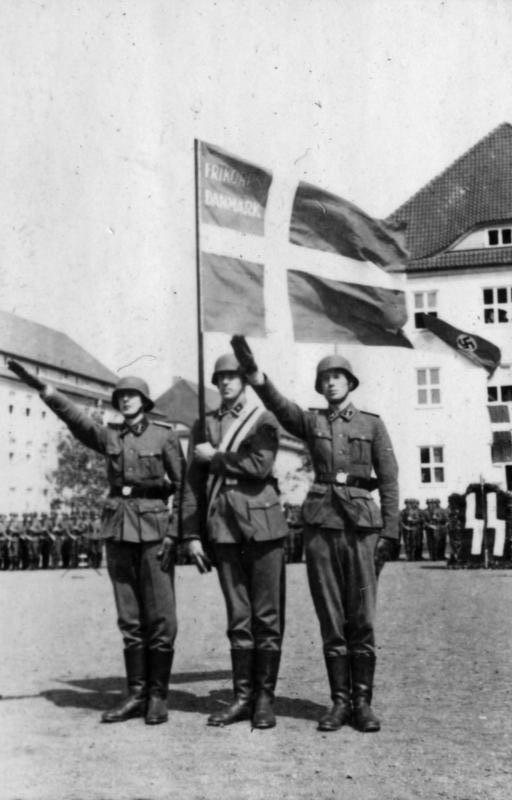
Giuramento del Dänischen SS-Freiwilligen des Frikorps Danmark, 1941

I danesi inizialmente rimasero su posizioni più attendiste, ma molti, residenti all'estero o fuggiti dalla Danimarca, si arruolarono nelle forze alleate; d'altro canto, sette entrarono a far parte della Luftwaffe, mentre molti di più si arruolarono nelle Waffen-SS del Frikorps Denmark che poi sarebbe confluito nella Standarten Nordland; un espresso ordine di Hitler proibì ai volontari danesi l'ingresso nelle forze armate tedesche, ma i piloti ammessi in un primo tempo scrissero a Goering lettere di lamentela e furono reintegrati.
Mentre le forze aeree danesi rimanevano a terra (considerando che sarebbe stato estremamente facile per un aereo attraversare in volo l'Øresund e porsi in salvo in Svezia), esercito e marina vennero mantenuti parzialmente operativi; la marina ricevette il compito di dragare mine nello stretto in direzione est-ovest per permettere il traffico interno, mentre i tedeschi spazzavano la direzione sud-nord, e questo permise ai danesi di sostenere con gli Alleati che la flotta non collaborava con i tedeschi.
I dragamine danesi operarono incessantemente nella manutenzione dei campi minati che la stessa Danimarca aveva posato prima della guerra, e venne persa una sola unità, il dragamine K1. Tuttavia nel febbraio 1941 i tedeschi requisirono le sei nuove torpediniere da 290 tonnellate Dragen, Hvalen, Laxen, Glenten, Hoegen e Ørnen con la promessa di ricambiare con materiali sufficienti per costruirne di nuove; le navi vennero disarmate prima della consegna.

### La resistenza

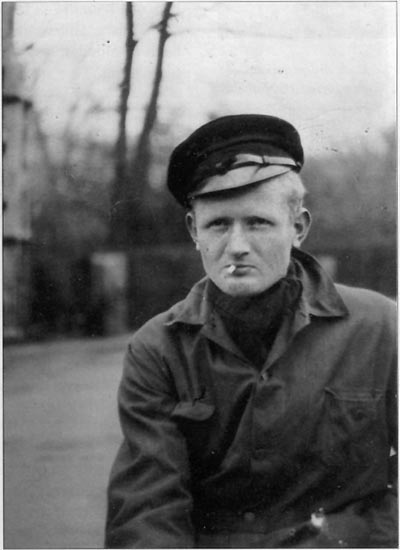
Bent Faurschou-Hviid (1921-1944) noto come "Flammen" (fiamma)

Sorsero anche diversi gruppi di resistenza, i più importanti tra cui furono il gruppo Aagaard, AMPA, BOPA, Churchill Club, Holger Danske (dal nome di un eroe nazionale danese) e il gruppo Hvidsten. Il primo gruppo, Ram, si riunì il 9 aprile 1940 e, poiché difettava di mezzi per condurre azioni militari, scelse di combattere il partito nazista danese sul piano della propaganda, disturbando le sue riunioni e pubblicando i nomi dei suoi membri.
Le imprese dei due capi dello Holger Danske, Bent Faurschou-Hviid e Jørgen Haagen Schmith, sono narrate nel film del 2008 Flammen og Citronen (La fiamma e il limone, dai loro nomi di battaglia, tradotto in Italia come L'ombra del nemico). Morirono entrambi verso la fine della guerra. Due infiltrazioni della Gestapo portarono all'arresto e alla fucilazione di 64 membri, ma i collegamenti interni erano relativamente labili, quindi gli arrestati non poterono rivelare che un numero limitato di identità dei compagni.
Il gruppo Hvidsten, dal nome di una taverna dello Jutland, fece da centro di smistamento delle armi ricevute in segreto e destinate ad altri gruppi. Subì un pesante colpo quando, dopo le rivelazioni sotto tortura fatte da un agente britannico, l'11 marzo 1944 e il 26 giugno 1944 vennero catturati otto dei suoi membri, fucilati poi il 29 giugno.
Lo Aagaard gruppen si costituì nel marzo 1945 nell'omonima località nei pressi di Kolding; era composto da 18 persone e guidato da Jens Kristian Jensen. Ricevette armi dai britannici (si stimano centinaia di carabine, un centinaio di bombe a mano, 100 chilogrammi di esplosivo e alcuni bazooka) e poté sabotare le strade dello Jutland utilizzate dai tedeschi per portare le truppe in Norvegia. Il gruppo pubblicò inoltre giornali clandestini e mantenne collegamenti radio con il SOE britannico, rimanendo attivo fino alla liberazione. Durante uno dei lanci di rifornimento tre membri furono individuati e arrestati dalla Gestapo, ma vennero liberati con la fine delle ostilità.
I BOPA (Borgelige Partisaner, partigiani borghesi) furono un gruppo che prese spunto da una preesistente formazione di matrice comunista, il KOPA (Kommunistiske Partisaner, partigiani comunisti), formato da reduci della guerra civile spagnola e organizzato in cellule che si attivarono solo dopo l'invasione dell'Unione Sovietica. A causa della scarsità di armi a disposizione, inizialmente si limitò ad attacchi con bottiglie molotov. Il nome della formazione deriva da un episodio che vide alcuni studenti, in precedenza non accettati perché ritenuti "elitari", dare fuoco a una fabbrica di attrezzature elettroniche di Hellerup, la Dansk Industri Syndikat: grazie al successo dell'attacco furono ammessi e per gioco iniziarono a definirsi BOPA, in contrasto con la sigla originale; col passare del tempo questo divenne il nome più noto del gruppo, che effettuò altri attentati ad aziende che rifornivano i tedeschi, come la Burmeister & Wain (cantieristica navale e motori) e la Dansk Riffel Syndikat (azienda di costruzioni meccaniche compartecipata dalla A.P. Møller-Mærsk Gruppen e produttrice di armi automatiche con il nome Madsen) nel 1943, ancora alla Riffelsyndikatet e poi alla Global nel 1944, alla Always nel 1945. A causa dei danni riportati, la produzione alla Riffelsyndikatet non riprese fino alla fine della guerra, nonostante in occasione dell'attentato del 1943 il presidente A.P. Møller avesse dichiarato al quotidiano Politiken che questi sabotaggi erano contrari agli interessi danesi, facendo quindi supporre un sollecito ripristino. Uno degli ultimi e di grande rilievo fu l'attacco all'incrociatore tedesco Nürnberg praticamente alla fine della guerra.
Una consistente parte della popolazione supportò il movimento di resistenza, nonostante la posizione ufficiale di resistenza passiva del governo. Seppur non membri attivi, molti medici (ad esempio, il dottor Jorgen Kieler per Holger Danske) curavano i partigiani e offrivano aiuto logistico agli ebrei quando i tedeschi tentarono di iniziare la deportazione. Fiorirono le pubblicazioni illegali, come De Frie Danske (Il danese libero) e Land og Folk (Terra e popolo), quest'ultimo di matrice comunista. Il 22 giugno 1941, con l'invasione dell'URSS, il partito comunista danese fu messo fuori legge, e gli studenti protestarono immediatamente, scontrandosi con la polizia.
Stabiliti i contatti con la Gran Bretagna, si istituì una sezione danese del SOE britannico, e il dottor Carl Johan Brun addestrò alcuni danesi all'uso del paracadute. Rimase ucciso in un lancio su Copenaghen; gli subentrò il vice, Mogens Hammer, che si era lanciato insieme a lui. Con un cambio al vertice del SOE nella primavera del 1942 la resistenza fu rifornita di armi ed esplosivi per intraprendere operazioni di sabotaggio, mentre gli equipaggi degli aerei alleati vennero istruiti a recarsi dal più vicino medico danese in caso di abbattimento, a dimostrazione del larghissimo sostegno e fedeltà della categoria alla resistenza.
Anche tra i tedeschi c'erano simpatizzanti al movimento, come l'ufficiale della marina Duckwitz, che fornì a un politico danese varie informazioni in merito alle retate antiebraiche. La decisione dell'ammiraglio Wedel di autoaffondare la flotta contrariamente alle disposizioni del governo privò i tedeschi di navi pattuglia, indispensabili per controllare la vasta costa, rendendo difficoltoso contrastare sia la fuga degli ebrei che le comunicazioni clandestine con la Svezia. Se al momento dell'occupazione il governo danese era considerato "pieno di gente debole con buone intenzioni", con il proseguire del conflitto le cose cambiarono: il 2 settembre 1942 il primo ministro Buhl invitò i cittadini a diventare informatori della polizia.
Il 26 settembre il capo del SOE danese Christian Rothbol fu ucciso dalla polizia; lo stesso giorno Hitler spedì un lungo telegramma di auguri di compleanno al re Cristiano X, il quale rispose semplicemente "Spreche mein besten Danke aus" ("Molte grazie"), provocando la furia del dittatore. Ma fu solo con il crescendo di attentati, il cui numero arrivò a 200 nell'agosto 1943, e con la distruzione per opera del capo di Holger Danske Tom Syndergaard di una sala destinata alle truppe tedesche che la Germania decise di porre il governo danese di fronte a una scelta, con l'esplicita richiesta di fucilare i sabotatori. In seguito al diniego e allo sciopero generale il Paese divenne da "collaborante" a occupato a tutti gli effetti.

### Le forze armate

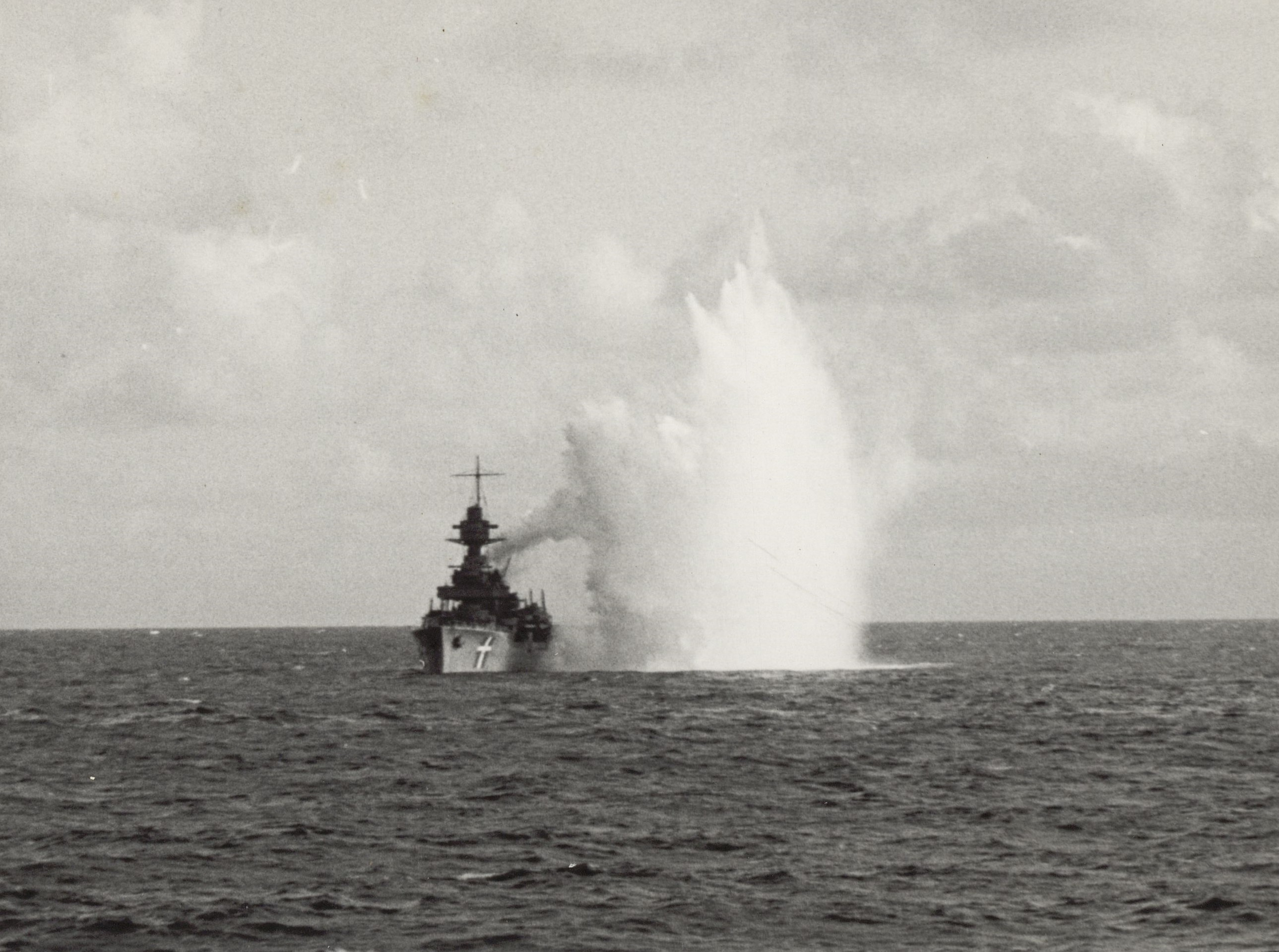
La nave da difesa costiera Niels Juel sotto attacco dei bombardieri tedeschi

Le crescenti tensioni all'interno della Danimarca verso gli occupanti e le vicende belliche portarono i tedeschi il 29 agosto 1943 a procedere al disarmo della flotta e dell'esercito; in previsione di ciò, non potendo opporsi con la forza, la marina danese aveva dato ordine alle proprie navi di tentare di raggiungere la Svezia o di autoaffondarsi. Al momento della fuga nella base militare di Holmen a Copenaghen venne dato fuoco all'hangar che ospitava gli idrovolanti.
Però solo alcune unità minori raggiunsero la Svezia. La più grossa, Niels Iuel, subì l'esplosione ravvicinata di due bombe che danneggiarono irreparabilmente l'impianto elettrico e altri sistemi; poiché la concezione antiquata della nave non la proteggeva dagli attacchi aerei, il comandante Westermann, che era anche membro del Parlamento, decise di arenarla, e l'equipaggio sabotò tutti i sistemi e buttò in mare le munizioni. Preferì autoaffondarsi la gran parte delle navi, come la corazzata costiera Peder Skram a Holmen, obsoleta e da tempo relegata a compiti di addestramento o riserva; i tedeschi riuscirono ad appropriarsi solo di alcuni dragamine e unità minori che vennero subito integrate nella Kriegsmarine.
In seguito a questi fatti la Svezia iniziò a rivedere la propria posizione, permettendo la costituzione di una brigata danese, nota come Danforce ma col nome ufficiale di Den Danske Brigade: costituita ufficialmente da Polititropper (letteralmente "truppe di polizia"), in realtà era una forza militare a tutti gli effetti con quattro battaglioni di fanteria leggera e uno pesante, mortai, genio e servizi, con una flottiglia navale di appoggio basata a Karlskrona composta dalle navi danesi riuscite a fuggire e da una piccola unità aerea a Såtenäs. In totale l'unità disponeva di circa 4 800 effettivi, tra cui anche donne. La brigata danese tornò in Danimarca solo al termine del conflitto, per cooperare alle operazioni di disarmo delle truppe tedesche presenti nel Paese.
Alla fine della guerra, chi aveva combattuto presso altre nazioni non venne accolto benissimo; Kai Birksted, tra i primi ad atterrare all'aeroporto di Kastrup (Copenaghen) dopo la resa tedesca, per la Flyvevåbnet era comunque un tenente, transitato nella riserva, e solo in questa veste collaborò nel dopoguerra alla ricostituzione della nuova forza aerea danese indipendente. Dei sette ufficiali che si erano arruolati nella Luftwaffe, tre erano morti in combattimento; uno degli altri, Terp, divenne rifugiato politico negli Stati Uniti dove si arruolò nell'USAF; altri due, Anker e Sommer, vennero dimessi con disonore dal servizio in base a una legge del 1º luglio 1945, con Sommer condannato anche a 12 anni di prigione, nonostante il ministero della difesa danese avesse dato parere favorevole al loro arruolamento. Del settimo, tenente Peter Horn, che aveva combattuto nella Ilmavoimat finlandese durante la guerra d'inverno, si sa solo che fu accettato dalla Luftwaffe, prestò servizio sul fronte orientale dove conseguì 10 o 11 vittorie con lo 1./JG51 (prima squadriglia del 51º gruppo caccia) e fu decorato con la Eisernes Kreuz 2. Klasse e con la Eisernes Kreuz 1. Klasse.

### La liberazione
Con l'approssimarsi del crollo del Terzo Reich le ultime operazioni militari tedesche risultarono fortemente limitate dalla scarsità di risorse. A gennaio 1945 l'incrociatore leggero Nürnberg, a fronte di una serie di missioni di posa mine nello Skagerrak da svolgere insieme a posamine e cacciatorpediniere, a causa dell'insufficienza di carburante ne effettuò solo una, denominata Operazione Titus, dall'omonimo campo minato Minensperre Nr.39 - Titus I. Durante la posa le navi furono attaccate da bombardieri Halifax del 58º Squadron della RAF il 13 e 14 gennaio. Provvisto di sole 270 tonnellate di carburante sintetico, il Nürnberg rimase fino al termine del conflitto a Copenaghen, dove il 27 gennaio 1945 si difese con le sue armi contraeree da un attacco di partigiani danesi.

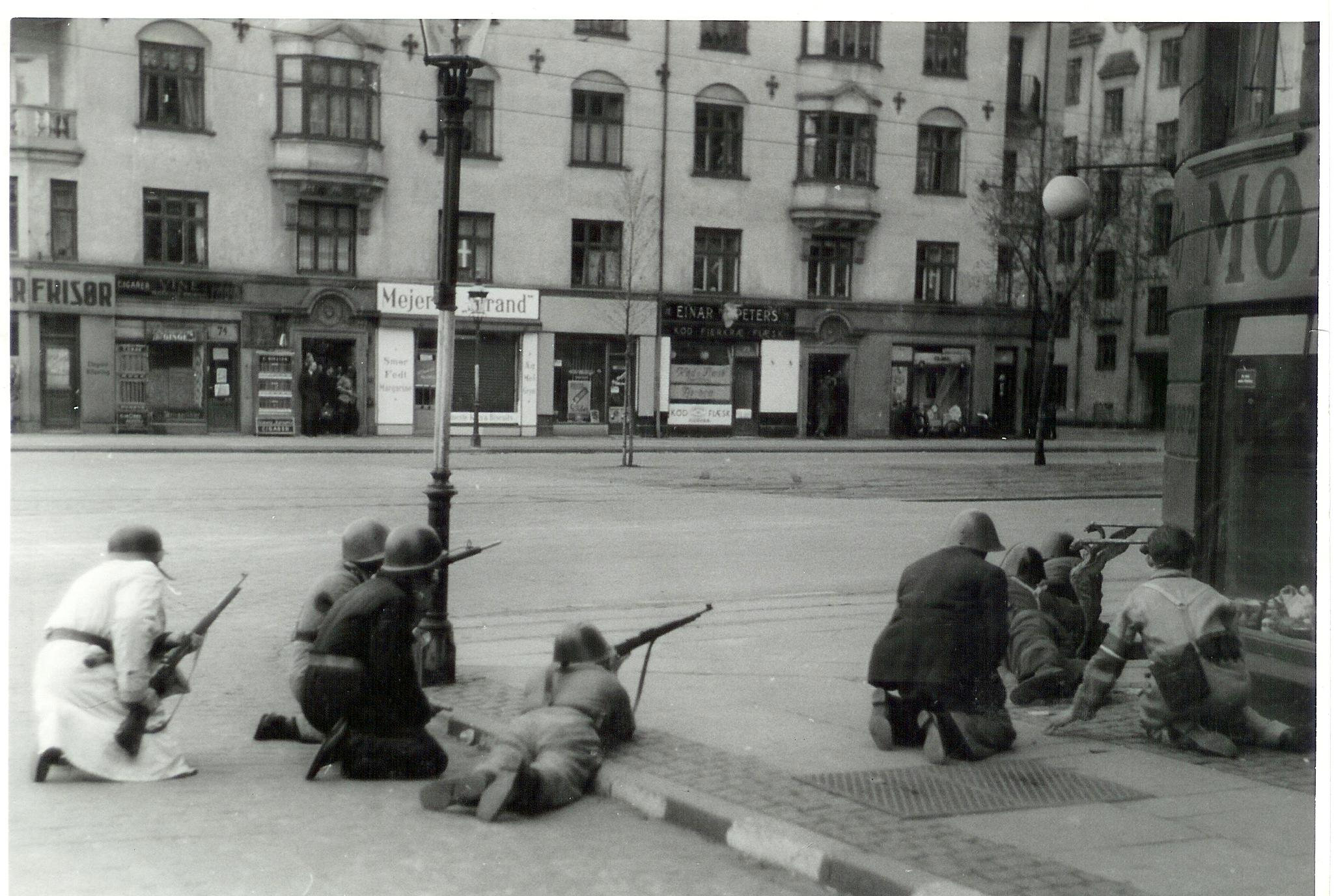
Resistenti insorti per le strade di Copenaghen il 5 maggio 1945

In quella che fu chiamata operazione Eclipse le forze Alleate si lanciarono verso la Danimarca e la Germania settentrionale. Occuparono la prima con l'appoggio di una flottiglia incentrata su due incrociatori, Dido e Birmingham, che il 4 maggio 1945 entrarono nel porto di Copenaghen coprendo le operazioni di una flottiglia di dragamine, visto che lo Øresund era pesantemente minato; a essi si aggiunsero reparti di paracadutisti e una squadriglia di cacciabombardieri Hawker Typhoon della RAF. Il 9 maggio atterrò a Copenaghen il generale Lathbury per coordinare le operazioni di resa delle truppe tedesche. Nell'ambito dell'operazione alcuni reparti britannici vennero lanciati verso le strutture di ricerca tedesche in territorio germanico, poiché alcune fonti dei servizi segreti svedesi avevano avvisato che l'Armata Rossa sarebbe andata oltre la linea di demarcazione territoriale sancita dagli accordi di Jalta. Pertanto durante la sua avanzata la 3ª brigata paracadutisti, appoggiata da carri armati delle Scots Guards, a un certo punto occupò la città di Wismar, nella zona assegnata ai sovietici, e fronteggiò anche il 3º corpo corazzato della guardia sovietico, ritirandosi dopo pochi giorni entro i limiti stabiliti.
Secondo alcune notizie non facilmente comprovabili, alla fine della guerra la Svezia aveva intenzione di liberare la Danimarca prima di un'eventuale occupazione da parte dell'Armata Rossa, in quella che doveva essere l'operazione Rädda Danmark ("Salvare la Danimarca"): contro una forza di 28 000 tedeschi, appoggiati da una consistente squadra navale (l'incrociatore pesante Prinz Eugen, quello leggero Nürnberg, vari posamine e altre unità leggere), lo stato maggiore svedese studiò un piano che prevedeva lo sbarco di 60 000 uomini principalmente sulle coste dell'isola di Sjælland e un'operazione anfibia minore sull'isola di Bornholm. Al corpo di spedizione sarebbero stati assegnati 6 000 mezzi a motore e una flotta da supporto di oltre 1 100 tra navi e piccole imbarcazioni; tra le truppe sarebbero stati compresi i circa 5 000 uomini della Danske Brigade. L'aviazione svedese venne trasferita al sud per appoggiare l'operazione. Durante la pianificazione lo stato maggiore si rese conto di non poter intervenire contemporaneamente anche in Norvegia e quindi si limitò alla Danimarca. L'operazione fu pensata anche per mitigare l'effetto prodotto sull'opinione pubblica internazionale dalla neutralità svedese e andò avanti nonostante un sostegno tiepido all'interno della nazione. L'opzione d'intervento fu annunciata all'ammiraglio Karl Dönitz dal primo ministro svedese in forma molto blanda e fu discussa in un vertice tedesco con i Reichskommissar di Norvegia e Danimarca; lo sbarco era previsto per il 18 maggio 1945, ma si rivelò superfluo a causa dalla capitolazione tedesca.
Nonostante la resa delle forze tedesche in Danimarca, il comandante militare dell'isola di Bornholm, che era un importante punto di transito per i profughi provenienti dalla costa baltica in fuga dai sovietici, ritardò la resa formale cercando di arrendersi ai britannici piuttosto che a questi ultimi. Aerei sovietici bombardarono l'isola il 7 e l'8 maggio, con danni molto estesi alle città di Rønne e Nexø, fino alla capitolazione; le forze sovietiche occuparono poi l'isola per gli undici mesi successivi alla fine della guerra. Vicino a Bornholm si trova anche l'isola di Rügen, che era usata come poligono per esperimenti nucleari dai tedeschi e venne occupata dagli Alleati alla caccia dei risultati dei collaudi, una prassi seguita anche per altri siti di prova.

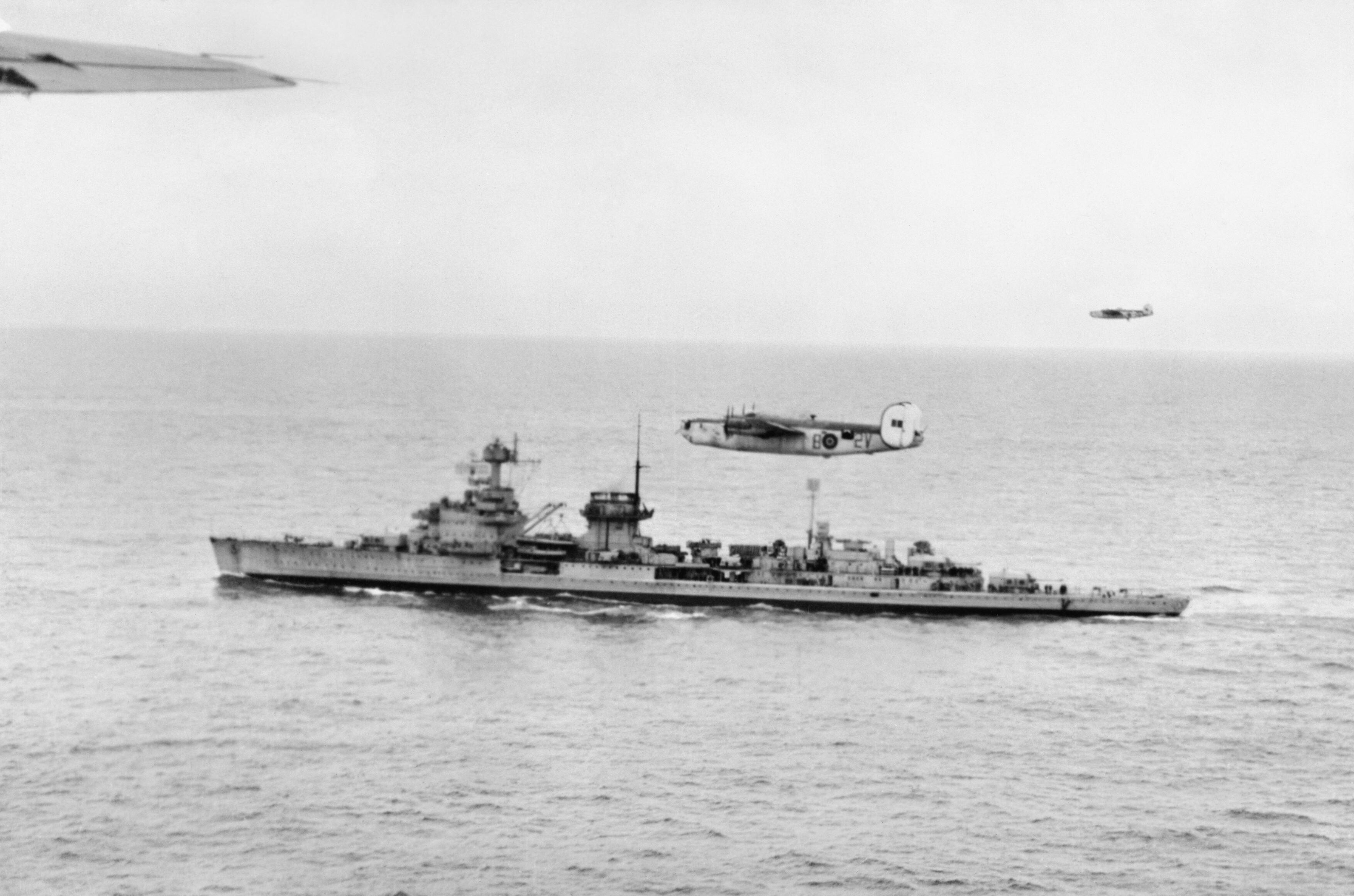
Due B-24 Liberator del Coastal Command, No. 547 Squadron RAF, scortano il Nürnberg dopo la resa verso Wilhelmshaven

Dopo la resa i sommozzatori danesi condussero un'operazione di sminamento per mettere in sicurezza l'incrociatore Nürnberg, sotto il quale era stata depositata da resistenti danesi una carica esplosiva il cui sistema d'innesco non aveva funzionato; inizialmente il comandante tedesco pensò a un attacco e minacciò di troncare il tubo dell'aria del sommozzatore, ma una volta informato offrì uno dei suoi uomini per un lavoro congiunto e la carica si poté rimuovere senza problemi.
Nonostante il fallimento, l'attentato destò un forte scalpore in Danimarca, e il movimento di resistenza BOPA gli diede notevole rilevo durante la conferenza stampa che tenne dieci giorni dopo la resa, il 15 maggio, presso l'Otto Mønsted Building a Copenaghen. Ne scrisse anche lo Jyllands-Posten. In realtà, si era già cercato di distruggere l'incrociatore minando un tunnel sotto il precedente punto di ormeggio, e l'ordigno era esploso con danni non rilevanti alla nave, che avrebbe dovuto essere colpita pesantemente dal crollo di alcune gru vicine al punto di esplosione; le gru però non erano cadute. Il Nürnberg fu preso in consegna dagli incrociatori britannici HMS Dido e Devonshire il 22 maggio e scortato a Wilhelmshaven il 24, insieme al Prinz Eugen e ad altre unità. Alla fine delle ostilità le navi della Maersk, che diversamente da quelle norvegesi erano passate sotto diretto controllo degli Alleati, vennero man mano restituite, ma 148 marinai sui circa 6 000 imbarcati avevano perso la vita e 25 navi erano state affondate.

### Groenlandia e Isole Fær Øer

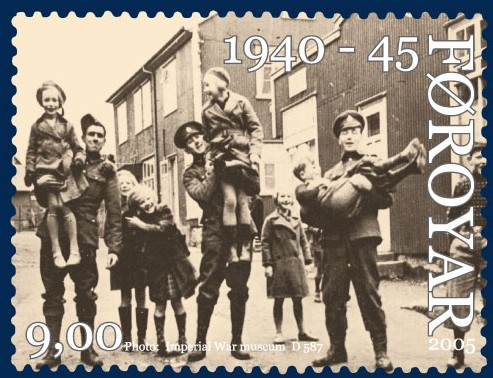
Francobollo faroese del 2005 che commemora le relazioni amichevoli tra la popolazione locale e le forze britanniche durante la guerra

La Groenlandia, territorio danese, inizialmente venne dichiarata indipendente dalla Danimarca nel 1940 dal suo governatore Eske Brun, che il 9 aprile 1941 siglò con gli Stati Uniti un accordo che di fatto la rendeva un protettorato. I tedeschi tentarono di installarvi delle stazioni meteorologiche, ma il personale venne catturato da una forza di pattugliamento locale, conosciuta come Sledge Patrol, nel 1943. L'isola rimase per tutto il conflitto sotto il controllo statunitense.
Anche le isole Fær Øer erano una contea (amt) della Danimarca, e il 12 aprile 1940, in seguito all'occupazione tedesca della madrepatria, furono occupate dalle truppe britanniche; i britannici lasciarono in carica il parlamento locale, il Løgting, affidandogli anche i poteri legislativi locali, in precedenza esercitati direttamente dal parlamento danese; anche il prefetto danese Carl Aage Hilbert mantenne carica. L'obiettivo era negare ai tedeschi la possibilità di farne una base per i sommergibili impegnati nella battaglia dell'Atlantico; tra 1942 e 1943 i Royal Engineers (genieri) dell'esercito britannico costruirono sull'isola di Vágar l'unico aeroporto dell'arcipelago quale base per gli aerei antisommergibile; eressero anche opere difensive e batterie costiere. La flottiglia peschereccia delle isole garantì per tutta la durata del conflitto una fornitura di pesce alla Gran Bretagna, allora sottoposta al razionamento alimentare. La guarnigione iniziale di 250 Royal Marines venne poi rimpiazzata dai Lovat Scouts, un reparto esplorante scozzese, e infine dai Cameronian (Scottish Rifles), un reparto di fucilieri scozzesi; dal 1944, con l'attenuarsi della minaccia, la guarnigione vide una forte riduzione. Le isole subirono vari attacchi della Luftwaffe, ma per tutto il periodo delle ostilità non ci furono tentativi d'invasione.

## Finlandia
La Finlandia operò estesamente negli stessi scenari che erano stati interessati dalla guerra d'inverno, ma questa volta con il massiccio supporto tedesco e un piccolo contributo italiano, che si concretizzò nell'invio della XII Squadriglia MAS sul lago Làdoga per partecipare al blocco dei rifornimenti sovietici diretti a Leningrado. Molto più consistenti furono gli apporti tedeschi in armi, e all'estremo nord furono attivi due corpi d'armata tedeschi: il XXXVI Corpo d'armata e il Gebirgs ArmeeKorps Norwegen, quest'ultimo alpino, basato su due divisioni austriache e comandato dal generale Eduard Dietl, che morì in un incidente aereo il 23 giugno 1944. Il suo obiettivo era la conquista di Murmansk (operazione Volpe d'argento), ma nonostante i progressi iniziali i tedeschi vennero fermati a 50 chilometri dalla città.
Il porto di Murmansk rivestì per il resto del conflitto un ruolo centrale per il movimento dei convogli di rifornimenti alleati inviati all'URSS ("convogli artici"). I finlandesi riuscirono a resistere ai sovietici fino a giugno 1944, quando una massiccia offensiva dell'Armata Rossa sfondò il fronte finnico costringendo a un ripiegamento generale e alla richiesta di armistizio, suggerita dal maresciallo Mannerheim al proprio governo. Dopo l'accettazione vi furono scontri tra le truppe finlandesi e i tedeschi in ritirata verso la Norvegia fino alla completa evacuazione.
Durante la guerra i finlandesi non perseguitarono gli ebrei, tranne alcuni casi particolari, e diedero asilo a circa 500 ebrei stranieri, contrariamente alle disposizioni tedesche. Gli ebrei finnici combatterono sia durante la guerra d'inverno sia durante quella di continuazione, ritenuta peraltro dalla comunità ebraica come una lotta per l'indipendenza nazionale; fu attiva anche una sinagoga da campo, vista con indifferenza dai tedeschi, e comunque i soldati finlandesi di origine ebraica vennero protetti dai loro superiori da ogni ingerenza o pretesa tedesca in quanto "non erano diversi dagli altri finlandesi". I medici finlandesi ebrei curarono i soldati tedeschi e militari ebrei ottennero per il valore in combattimento onorificenze tedesche, che però rifiutarono. Col deteriorarsi della situazione militare e l'imminenza del cambio di fronte, nel 1944 i rifugiati vennero trasferiti in Svezia.

## Il mar Baltico

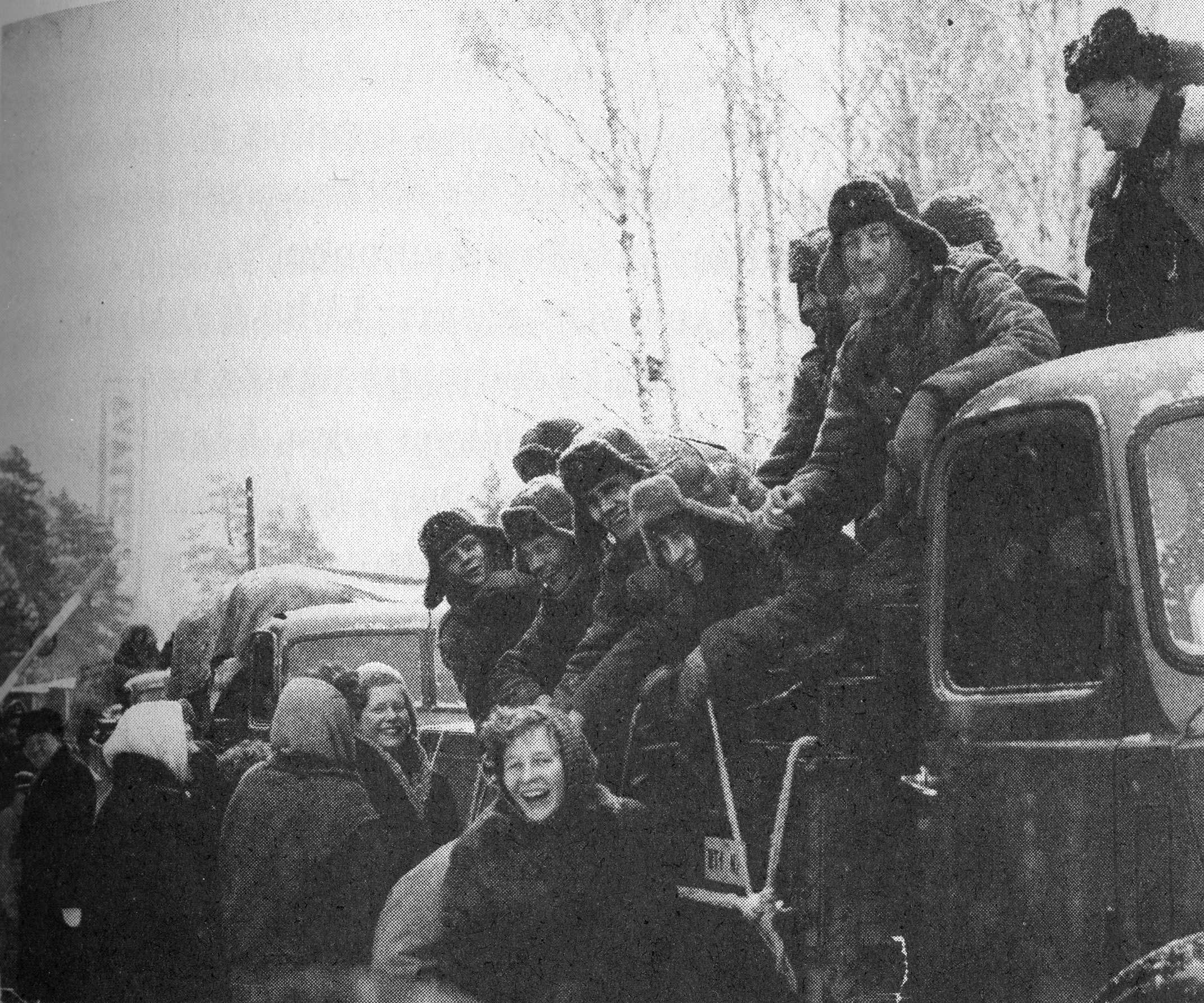
Il 26 gennaio 1956, con la restituzione di Porkkala, le truppe finlandesi e gli evacuati rientrano nell'area

Il golfo di Botnia era sottoposto alla sorveglianza delle marine svedese e finlandese; quest'ultima aveva disposto un vasto campo minato in corrispondenza delle isole Åland, che ne chiudevano parzialmente l'imboccatura; visto che lungo il golfo correva la rotta delle navi che trasportavano il ferro in Germania dal porto di Luleå situato a 65°39' N, i cargo venivano spesso scortati dai cacciatorpediniere svedesi per difenderli dagli attacchi che si verificavano nonostante battessero bandiera svedese: accadde, ad esempio, ad Ada Gorton nel 1942.
Il golfo veniva percorso anche da trasporti tedeschi, tra cui la Isar, che traghettavano le truppe dell'esercito verso il fronte nord e la penisola di Kola attraverso il porto di Tornio a 65°55' N; furono così dispiegati reparti alpini del Gebirgsjäger-Regiment-137 da fine agosto a inizio settembre 1941, in missioni mai ammesse ufficialmente e con ordini dati sempre solo per telefono. Altre missioni riguardavano la caccia ai sommergibili sovietici che cercavano di infiltrarsi nel golfo, sebbene i numerosi cacciatorpediniere svedesi fossero privi di impianti sonar. Durante i mesi invernali il Baltico era praticabile solo con l'aiuto di navi rompighiaccio; per esempio, nel marzo 1942 un rompighiaccio svedese aprì una rotta tra Sassnitz (Germania) e Trelleborg (Svezia). Varie navi come la finlandese Argo e la danese Orion vennero silurate a sud delle Aland; vi furono trovate tracce di siluri sovietici e la prima azione fu attribuita al sommergibile SC-317. I combattimenti in mare interessarono le unità maggiori solo all'inizio, mentre poi si limitarono a scontri tra unità leggere e sommergibili o ad azioni contro il traffico mercantile.
Il golfo di Finlandia venne pesantemente minato (60 000 mine posate, due terzi dai tedeschi e il resto per metà da sovietici e per metà da finlandesi) tanto da richiedere nel dopoguerra una massiccia bonifica, assegnata dagli Alleati alla Finlandia. Questo comportò per la Merivoimat, che alla fine delle ostilità aveva in servizio cinque flottiglie di dragamine, delle quali solo una in grado di dragare le mine a influenza, la mobilitazione di 200 unità e la trasformazione a tal fine anche di battelli non specializzati. A peggiorare le cose, i sovietici requisirono la maggior parte dei rimorchiatori più grandi, e per compensarlo almeno in parte, tra il 1945 e il 1946 vennero ordinati 12 battelli dragamine della classe Kuha. Già nel 1944, comunque, la marina finnica aveva sminato le rotte necessarie alla marina sovietica per attaccare la Germania dal mare, eliminando 700 mine in 40 giorni. Negli anni successivi vennero ripuliti fino al 1948 35 000 km2 di mare, rilevando e distruggendo oltre 9 000 mine al prezzo di 28 morti e 37 feriti, oltre a 10 battelli affondati e vari altri danneggiati.
La Finlandia dovette smobilitare l'esercito dopo aver terminato l'espulsione delle forze tedesche dal suo territorio e nel dopoguerra, oltre alle cessioni territoriali, dovette concedere all'URSS la penisola di Porkkala per 50 anni: oltre a controllare l'accesso al porto di Leningrado, la penisola poneva la capitale Helsinki nel raggio d'azione dei cannoni sovietici. In seguito alla perdita di efficacia delle artiglierie in favore dei missili il governo sovietico diminuì drasticamente la durata dell'occupazione e restituì la penisola il 26 gennaio 1956. Nel periodo della cessione i treni finlandesi potevano attraversare l'area soltanto sotto controllo sovietico, con i finestrini oscurati e il divieto di fare fotografie.. I finlandesi adibirono l'area dell'insediamento militare di Porkkala a uso civile, ma poi esse divenne in parte una delle basi della marina finlandese.

## Le ripercussioni economiche

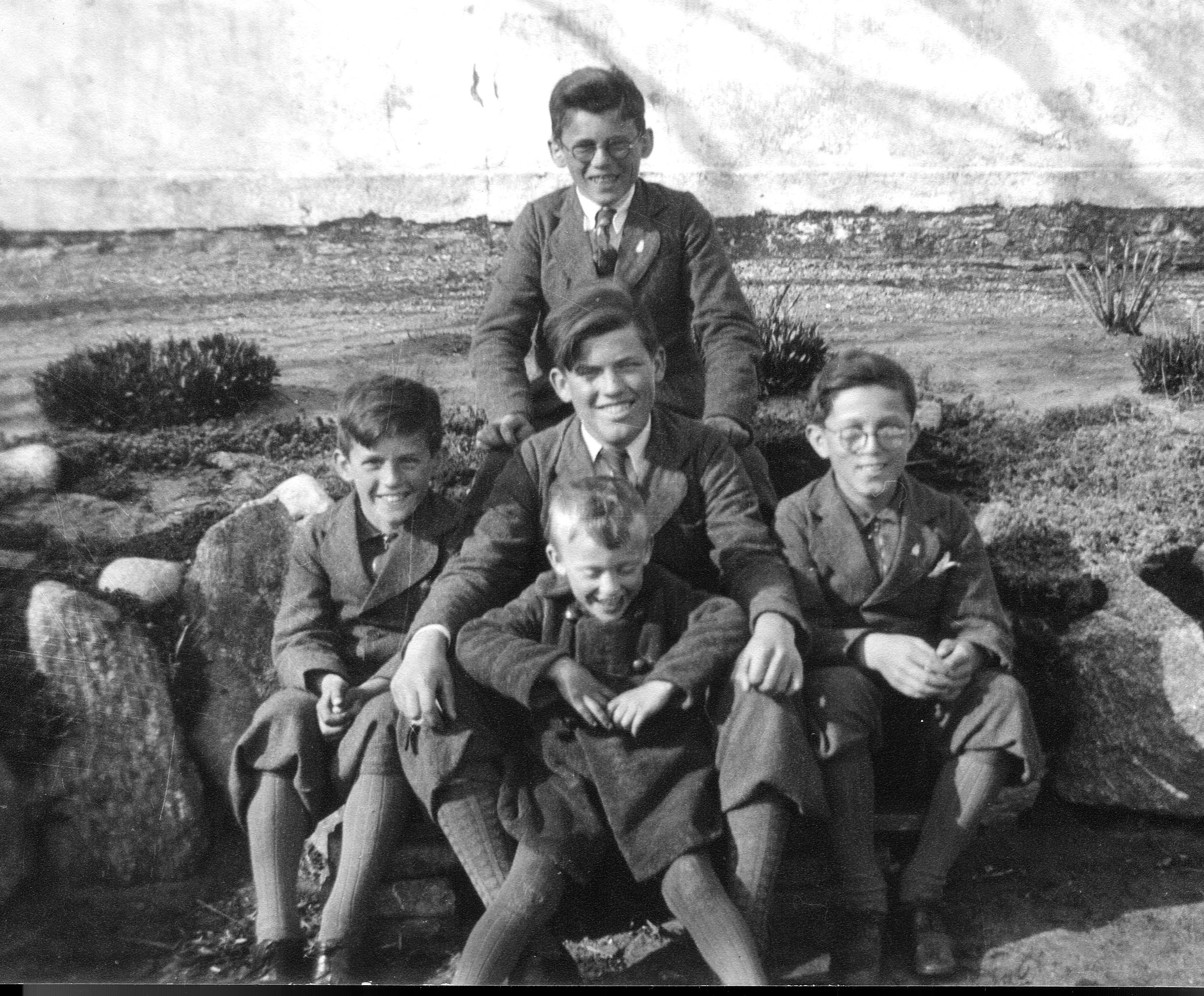
Una foto del Gruppo Lebeck, dei giovanissimi resistenti danesi

Per tutta la durata del conflitto la Danimarca rappresentò una fonte di approvvigionamenti alimentari per la Germania, la quale vi stanziò una forza di occupazione esigua, che interferiva poco con la vita quotidiana; la scarsa presenza militare era dovuta anche al fatto che il territorio piatto non si prestava ad attività di resistenza armata. Vi furono comunque tensioni sociali causate dalla formazione di un partito nazista locale, il DNSAP, che però non ebbe mai più di tre rappresentanti nel Folketing; raccolse l'1,8% dei voti nel 1939 (31 000 elettori) e il 2,1% nel 1943 (21 000 elettori); il partito fiancheggiò la Germania ma non fu messo al potere, data la cooperazione dei danesi.
In Norvegia il partito nazista, presieduto da Vidkun Quisling, salì invece al potere. La Norvegia fu una fonte di approvvigionamenti minerari, ma la sua grande flotta mercantile rimase in gran parte all'estero e fornì un importante contributo agli Alleati. Per gestire una tale quantità di vascelli, nell'aprile 1940 a Londra fu creata la Norwegian Shipping and Trade Mission (Nortraship) che gestì circa 1 000 navi e divenne la più grande compagnia di spedizioni navali al mondo. 
La Svezia fu generalmente filo-alleata, ma anche lì nacque un partito nazista, il Nationalsocialistiska Blocket, vicino alle classi alte; fu affiancato da altri due, più grandi: SNSP e NSAP, che conobbero una certa diffusione. Il Paese dovette sempre confrontarsi con la minaccia di un attacco tedesco e non aveva alcuna via di uscita essendo circondato da nazioni aderenti all'Asse o occupate.
| Fonte                                | Tonnellate (milioni) |
| ------------------------------------ | -------------------- |
| Germania (comprese le parti annesse) | 8,9                  |
| Svezia                               | 6,2                  |
| Altri                                | 4                    |
| Totale                               | 15                   |

Comunque per un periodo prolungato gli svedesi mantennero una neutralità interessata, commerciando in ferro e armamenti con la Germania. Il ferro passava per i porti svedesi e norvegesi e veniva trasportato anche a bordo di navi svedesi scortate dalla Svenska marinen attraverso il Baltico. Se la Royal Navy attaccò estesamente il traffico marittimo dalla Norvegia alla Germania, lo stesso fece la marina sovietica che in alcuni casi si rivolse anche contro le navi svedesi; si verificarono vari eventi tragici come l'affondamento della nave passeggeri svedese Hansa colpita dal sommergibile sovietico L21 il 23 novembre 1944 (84 morti e solo due sopravvissuti), un preludio ai successivi affondamenti della Wilhelm Gustloff, Cap Arcona e General von Steuben che conteranno migliaia di morti tra i profughi e i prigionieri di guerra che trasportavano.
La Svezia continuò le vendite di minerale di ferro fino alla fine della guerra in quantità progressivamente decrescenti; vendette anche materiali bellici o componenti, ad esempio i cuscinetti a sfera. Alcune armi svedesi come il cannone Bofors 40/60 (40 mm di calibro e canna lunga 60 volte il calibro) vennero esportate o prodotte su licenza. Proprio il cannone Bofors venne adottato come principale pezzo antiaereo sulle navi della Germania (produttrice della versione 40 mm FlaK 28 L/56) e Giappone da un lato, Regno Unito, Canada e Australia come membri del Commonwealth, Polonia, Stati Uniti dall'altro.

## Le ripercussioni sociali

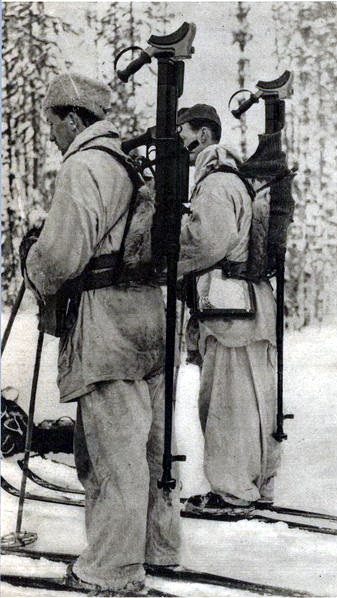
Volontari svedesi durante la guerra d'inverno con fucili anticarro Boys

La partecipazione della Svezia alla guerra fu scongiurata anche perché la popolazione era inizialmente e rimase in seguito molto indifferente all'idea, tanto che in un sondaggio Gallup del 1945 che chiedeva se nel caso di inizio di massacri tedeschi in Norvegia la Svezia avrebbe dovuto intervenire, la risposta fu "no" per il 47%, "sì" per il 33% e "non so" per il resto. Nonostante la neutralità molti svedesi si adoperarono per tutelare i più deboli in prima persona o fecero da mediatori. Tra questi, il diplomatico Folke Bernadotte, Per Anger, Birger Dahlerus, Harald Edelstam, il principe Gustavo Adolfo, duca di Västerbotten, Per Albin Hansson, Israel Holmgren, Ture Nerman e il diplomatico Raoul Wallenberg, ucciso poi dai sovietici come sospetto di spionaggio.
I rapporti tra la Svezia e la Norvegia furono complessi e non lineari. Erano state unite fino al 1905; la Svezia non riconobbe mai la legittimità del regime di Quisling e non chiuse mai le sedi diplomatiche dei Paesi occupati con governi all'estero (Norvegia, Paesi Bassi, Belgio e Lussemburgo). Il ministro svedese degli esteri continuò ad indirizzare la corrispondenza ufficiale sempre al "The Royal Norwegian Government - London", ma alla morte dell'ambasciatore norvegese in Svezia Wollebæk nell'ottobre 1940 l'accredito di un nuovo ambasciatore fu rifiutato
Fino al 1941 il 30% dei norvegesi che tentavano di rifugiarsi in Svezia venne respinto, ma nonostante un ordine di Terboven che sanciva la condanna a morte per i transfughi, i tedeschi non uccisero nessuno se non per ragioni diverse dalla fuga; dopo il 1941 gli svedesi divennero più permissivi verso coloro che tentavano di rifugiarsi in Svezia. Diverso fu il comportamento per i marinai delle navi norvegesi sorprese in Svezia dall'invasione tedesca: dopo una vertenza legale queste vennero consegnate ai tedeschi con i loro equipaggi e 277 persone finirono nei campi di prigionia, dove 43 morirono.

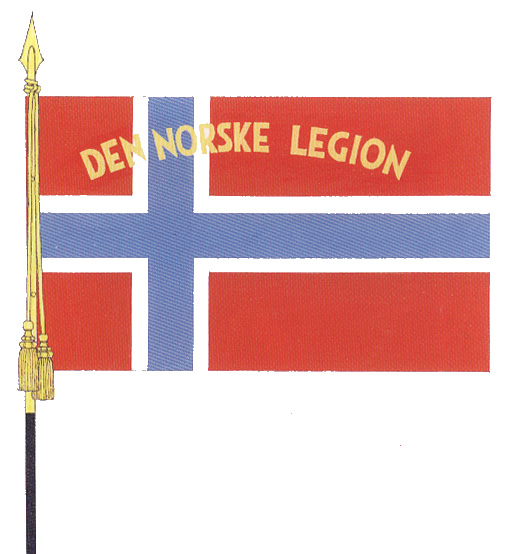
Stendardo della Den Norske Legion

In Norvegia esisteva un partito nazista, e alcuni cittadini norvegesi si arruolarono nelle SS come parte della Den Norske Legion. Come negli altri Paesi occupati, venne attuato il progetto Lebensborn, e questo dopo la cessazione delle ostilità si ripercosse sulle donne norvegesi che si erano unite a militari tedeschi: furono chiamate tyskertøser (letteralmente "puttane dei tedeschi") e 14 000 di loro vennero internate in campi come quello di Hovedøya, mentre alcune subirono la deportazione in Germania. Ai loro figli si attribuì l'appellativo tyskerunger ("figli di tedeschi") o peggio ancora naziyngel ("uova naziste"), e quelli riportati in Norvegia dopo la fine della guerra finivano spesso in orfanotrofi. La criminologa norvegese Kjersti Ericsson parlò delle rappresaglie compiute dai norvegesi contro le donne che avevano avuto figli con tedeschi come "il percorso culturale che rendeva la sessualità delle donne una proprietà nazionale"; la cosa ebbe un seguito alla Corte europea dei diritti dell'uomo, che terminò solo nel 2007 con risarcimenti verso i discriminati.
Dopo la guerra, durante quella che fu definita purga dei traditori della patria in Norvegia (Det norske landssvikoppgjøret), si intentarono vari processi contro i norvegesi o gli stranieri ritenuti colpevoli di crimini di guerra. Le forze di polizia (come la Milorg o la brigata addestrata in Svezia) arrestarono 28 750 persone, anche per evitarne il linciaggio. Di queste, molte vennero rilasciate relativamente presto, ma nell'agosto 1946 ancora tra le 5 000 e le 6 000 persone erano detenute; secondo un autore non si ha notizia di alcuna punizione extra giudiziale, eccetto per le donne che avevano convissuto con i tedeschi, più per aver offeso la pubblica sensibilità che non per aver commesso effettivi crimini: queste venivano spesso rasate e umiliate in pubblico.
Infine, circa 200 furono i condannati (in particolare per l'appartenenza al Nasjonal Samling), di cui 30 alla pena capitale, reintrodotta attraverso il decreto noto come Landssvikanordning; 25 di loro furono poi fucilati. Come per gli internamenti delle conviventi dei tedeschi e dei loro figli, l'effettiva utilità, la legittimità e la crudeltà di tali manovre sono state per molti anni e rimangono tutt'oggi fonti di accesi dibattiti all'interno dell'opinione pubblica norvegese. La popolazione norvegese comunque mise in atto varie tecniche di resistenza passiva, come il lasciare vuoti i posti vicino ai tedeschi negli autobus. 

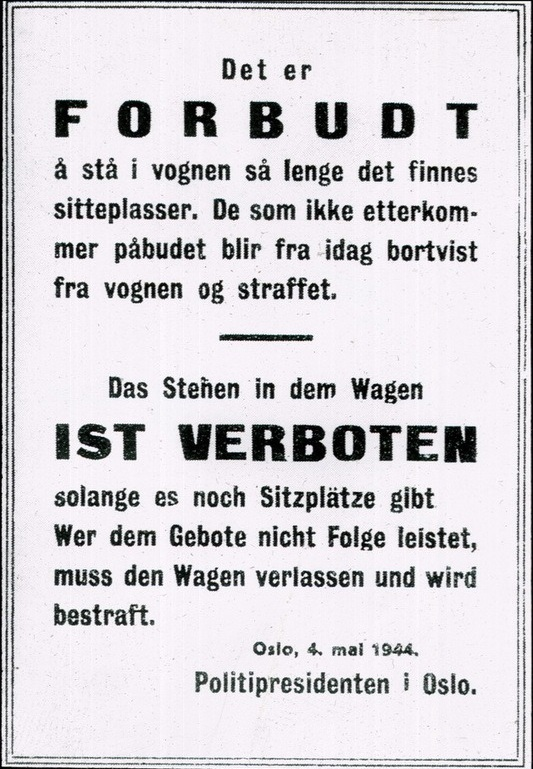
Il manifesto col quale le autorità di polizia norvegesi al servizio dei tedeschi sanzionavano chi lasciava liberi i posti a fianco ai tedeschi negli autobus

I tedeschi inizialmente reagirono col minimizzare, ma poi vennero emanate ordinanze con le quali si sanzionava questo comportamento. In Danimarca si riaffermava l'identità nazionale attraverso varie iniziative, come il portare all'occhiello un distintivo con la bandiera danese, o scrivere sui muri frasi inneggianti al re Cristiano. La comunità ebraica veniva generalmente protetta e il governo disapplicò o non accettò le imposizioni tedesche riguardo agli ebrei, lasciando i loro diritti civili inalterati e uguali a quelli del resto della popolazione; questo comportamento esasperò le autorità tedesche che però decisero che forzare la mano avrebbe comportato il rischio "politicamente inaccettabile" di rovinare le relazioni con un Paese ritenuto un protettorato modello. Werner Best, membro della Gestapo e plenipotenziario in Danimarca dal novembre 1942, riteneva che qualunque tentativo di cattura degli ebrei avrebbe portato alla rottura delle relazioni tra i due governi e raccomandò di non intraprendere nessuna azione contro di loro in Danimarca. 

Gli autobus bianchi della Croce Rossa svedese in territorio tedesco, presumibilmente nei pressi di Friedrichsruh

Verso la fine della guerra il governo svedese decise di recuperare quanti più prigionieri scandinavi possibile dai campi di concentramento tedeschi, compresi ebrei, poliziotti danesi, membri della resistenza norvegese e vittime del programma tedesco "Notte e nebbia" di sparizioni pianificate. Presto il progetto, chiamato autobus bianchi per il colore e tipo dei mezzi usati, venne allargato a tutti i prigionieri indipendentemente dalla nazionalità e Folke Bernadotte ne fu un importante animatore, mentre la stampa ricevette informazioni marginali e istruzioni di evitare articoli in merito per non irritare i tedeschi.
A Stoccolma il diplomatico norvegese Niels Christian Ditleff si attivò per i suoi concittadini, ma anche in Danimarca si prepararono piani per il recupero dei danesi detenuti, principalmente a cura dell'ammiraglio Carl Hammerich: i due si incontrarono poi per preparare azioni comuni, ma un tentativo di far partecipare ai primi viaggi svedesi anche personale danese venne stroncato il 23 gennaio 1945 da Hitler, che minacciò rappresaglie in Danimarca e Norvegia se il personale non fosse stato interamente svedese.
Anche gli Alleati furono informati delle spedizioni che avrebbero coinvolto navi e mezzi terrestri in zone tedesche controllate e colpite regolarmente dall'aviazione, ma i britannici risposero che non potevano garantire la sicurezza del gruppo in territorio tedesco: la spedizione di inizio marzo 1945 fu attaccata da aerei della RAF che provocarono la morte di 25 prigionieri e di un autista. Alla fine del programma, 15 345 prigionieri vennero recuperati tra gravi rischi per gli operatori, tutti volontari e in buona parte provenienti dai reparti logistici dell'esercito svedese; 7 795 erano scandinavi e 7 550 non-scandinavi (polacchi, francesi e di altre nazionalità), e tra loro 423 ebrei danesi evacuati dal campo di concentramento di Theresienstadt, mentre i norvegesi erano detenuti nel campo di concentramento di Sachsenhausen.
A guerra finita Folke Bernadotte, che come presidente della Croce Rossa aveva cercato di salvare quante più persone possibile dai tedeschi, si adoperò per aiutare la popolazione civile tedesca, soprattutto i bambini.Raoul Wallenberg, inviato a Budapest nel luglio 1944 in missione diplomatica, aveva anche un incarico, ideato e finanziato da parte del War Refugee Board statunitense, nell'ambito del quale salvò decine di migliaia di ebrei; dopo la sua scomparsa la Svezia non si adoperò per chiarirne la sorte e rifiutò l'aiuto offerto in questo senso dagli Stati Uniti. Solo dopo molti anni una commissione svedese indagò sui fatti e suppose che parte della passività svedese fosse dovuta al fatto che l'incarico statunitense metteva a rischio la neutralità nazionale, ma senza una vera intenzione di scoprire perché la Svezia aveva abbandonato Wallenberg.

### In italiano
- Erminio Bagnasco, I MAS e le motosiluranti italiane, collana Le navi d'Italia, Vol. 6º, 2ª edizione, Roma, Marina Militare, Stato Maggiore - Ufficio Storico, 1969.
- William Colby, La mia vita nella CIA, Milano, Mursia, 1981, 1996, ISBN 88-425-1990-1.
- Douglas C. Dildy, Blitz tra i ghiacci, Osprey Publishing/RBA Italia, 2009, ISSN 1974-9414 (WC · ACNP).
- Gabriele Faggioni, Alberto Rosselli, L'epopea dei convogli e la guerra nel Mare del Nord, Mattioli 1885, 2010, ISBN 978-88-6261-152-7.
- Basil H. Liddell Hart, Storia militare della seconda guerra mondiale, Milano, Oscar Storia, Mondadori, 2009, ISBN 978-88-04-42151-1.
- Cesare Salmaggi, Alfredo Pallavisini, La seconda guerra mondiale, Mondadori, 1989, ISBN 88-04-39248-7.
- Léonce Peillard, La Battaglia dell'Atlantico, Milano, Mondadori, 1992, ISBN 88-04-35906-4.

### In inglese
- (EN) Henrik Olai Lunde, Finland's War of Choice: The Troubled German-Finnish Coalition in World War II, Havertown, PA, Casemate Publishers, 2011, ISBN 1-935149-48-2.
- (EN) Chris Mann, British Policy and Strategy Towards Norway, 1941-45, Palgrave Macmillan, 2012, ISBN 978-0-230-21022-6.
- (EN) Oleg Aleksandrovič Ržeševskij, Stalin and the Soviet-Finnish War: 1939-1940, Routledge, 2002, ISBN 0-7146-5203-2.
- (EN) Sune Persson, Escape from the Third Reich - Folke Bernadotte and the White Buses. ("Andiamo in Svezia. Gli autobus bianchi nel 1945"), Barnsley: Frontline, 2009, ISBN 978-1-84832-556-2.

### In lingue nordiche
- (NO) Johs Andenæs, Det vanskelige oppgjøret, 2nd, Oslo, Tanum-Norli, 1980  [1979], ISBN 82-518-0917-7.
- (NO) Ole F. Berg, I skjærgården og på havet – Marinens krig 8. april 1940 – 8. mai 1945, Oslo, Marinens krigsveteranforening, 1997, ISBN 82-993545-2-8.
- (NO) L. Borgersrud, Wollweber-organisasjonen i Norge - tesi di dottorato, Oslo, 1997,  p. 581.
- (NO) Kjersti Ericsson, "German brats" or "War Children", in Lars Westerlund (ed.), The children of foreign soldiers in Finland, Denmark, Austria, Poland and Occupied Soviet Karelia, Nordprint, 2011, ISBN 978-951-53-3350-6.
- (DA) Knud J. V. Jespersen, Brigaden. Den danske brigade i Sverige 1943-1945, Gyldendal, 1993,  p. 288, ISBN 978-87-00-14924-3.
- (NO) Atle Thowsen, Handelsflåten i krig 1939-1945, Book 1, Norrtraship, Profitt og patriotisme, 1992.
- (SV) Nils Ørvik, Norsk militær i Sverige 1943-1945, Ernst G. Mortensens Forlag, 1951.
- (SV) Sune Persson, «Vi åker till Sverige», De vita bussarna 1945. Bokförlaget Fischer & co, 2002. ISBN 91-85183-18-0. ("Andiamo in Svezia. Gli autobus bianchi nel 1945"), 2002, ISBN 978-1-84832-556-2.
- (SV) Voksø, Per, Registrering av tre årskull møter motstand; Sabotasje mot registreringen, in Krigens Dagbok, Oslo, Det Beste, 1984, ISBN 82-7010-166-4.